# Santa Teresa (Espírito Santo)
Santa Teresa é um município brasileiro na região serrana do Espírito Santo. Com população estimada em 22 808 habitantes em 2022, é situado a 78 km da capital capixaba Vitória, com área de 683,032 km2 e altitude de 655 m na sede. É a sede do Instituto Nacional da Mata Atlântica (INMA) e reconhecida pelos governos federal como pioneira na imigração italiana no Brasil (com polêmicas), e capixaba como a capital estadual da imigração italiana, gastronomia italiana, jazz e blues. Seu centro histórico foi tombado em 2019, mas o processo foi paralisado em 2020.
O município surgiu da colonização por italianos, poloneses, alemães, suíços e outros imigrantes europeus do Núcleo do Timbuí na década de 1870. Os italianos, principalmente do Trentino, Lombardia e Vêneto, predominavam e determinaram a atual cultura, com uma identidade que enfatiza o passado da colonização e exalta os pioneiros. A cidade emergiu do zero em meio à floresta, com uma sociedade de pequenos agricultores. A religiosidade era marcante. A cafeicultura era a força motriz da economia, criando uma classe de comerciantes e a convivência com os brasileiros. A emancipação de Santa Leopoldina foi obtida em 1891. As condições de vida iniciais eram precárias, mas a economia agrícola continuou a crescer no século XX. Os colonos e seus descendentes expandiram a frente pioneira pelo "vale do Canaã", até e além do rio Doce. Os distritos de São Roque do Canaã, onde havia alguma industrialização, conseguiram emancipação em 1995.
A topografia é acidentada, com altitudes de 90 a 1.040 m acima do nível do mar, diferenciando a baixada do rio Santa Maria do Doce, quente e seca, das terras altas mais frias e úmidas, onde está a sede. Vários rios capixabas têm suas nascentes nas terras altas, como o Timbuí, que banha a sede. A Mata Atlântica local tem elevada biodiversidade e é uma das mais estudadas. Seus fragmentos remanescentes cobriam 32,1% do município em 2012/2013, com diversas áreas de conservação, além de atividades de ensino e pesquisa no Museu de Biologia Professor Mello Leitão, fundado pelo cientista e conservacionista teresense Augusto Ruschi. Os colibris são símbolo local.
46% dos teresenses viviam no campo em 2010, a maioria agricultores familiares, mas a maior parte do Produto Interno Bruto está no setor de serviços. As maiores áreas plantadas são de café, mas o eucalipto tem extensa cadeia produtiva e o município tem a maior produção vitivinícola do Estado. A industrialização consiste em algumas agroindústrias.  Os serviços incluem instituições de ensino superior, um hospital com atendimento a outros sete municípios e um setor de turismo em expansão. Seus atrativos são as florestas, montanhas, vales, cachoeiras, arquitetura histórica (como a Casa Lambert) , culinária (especialmente na Rua do Lazer) e eventos (como a Festa do Imigrante Italiano). Em partes rurais das terras altas, como no Circuito Caravaggio, há procura por chácaras, condomínios e outros estabelecimentos. Consequentemente, há especulação imobiliária e desmatamento.

## Etimologia
O município evoluiu do "Núcleo do Timbuí", pertencente a Santa Leopoldina e batizado pelo rio de mesmo nome. Alguns nomes propostos no início da colonização não foram adotados, como São Vigílio, o padroeiro de Trento, e Santo Affonso, homenagem ao então presidente da província do Espírito Santo, Afonso Peixoto de Abreu Lima. Durante as mudanças de nome na Segunda Guerra Mundial, o IBGE quis chamar o município de "Catusana", "Bela Morena" em tupi-guarani, mas foi rechaçado pela população. A origem do nome atual, durante os anos 1870, é uma das controvérsias históricas locais.
A memória social predominante na cidade atribuiu o nome a uma imagem sacra de Teresa d'Ávila colocada pela devota Teresa Zonta em 15 de outubro de 1875, dia da santa, no oco de um pau-peba onde os fiéis se reuniam para rezar. A explicação alternativa é uma homenagem das autoridades brasileiras à imperatriz Teresa Cristina. Anos antes já havia uma estrada de Santa Teresa ligando Vitória a Minas Gerais. Em julho de 1875, o diretor interino da colônia de Santa Leopoldina referiu-se à povoação como estando "à margem da antiga estrada de Santa Teresa", o que é visível em mapas da época. Pelo regulamento das colônias de 1867, a escolha do nome cabia ao governo e não aos imigrantes. A imagem sacra seria, então, uma lenda, ou escolhida por causa do nome já existente. Ainda assim, originalmente a expressão teria sido "Timbuí, na estrada de Santa Teresa", prevalecendo "Santa Teresa" com o tempo devido à religiosidade local.
Um nome alternativo, conservando a referência ao rio, é "Santa Teresa do Timbuí".

## História

### Primórdios

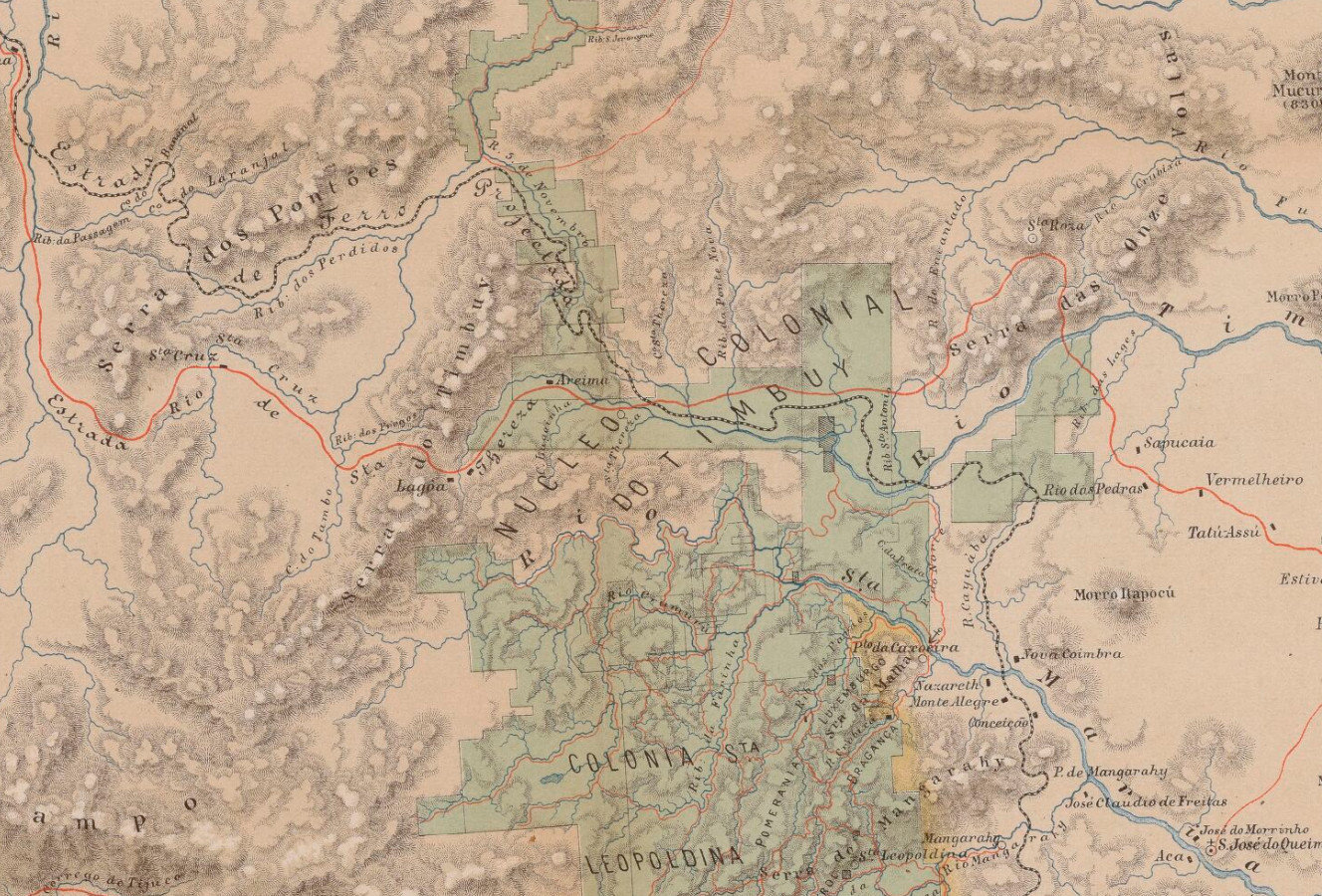
A "Estrada de Sta. Thereza" e o "Núcleo Colonial Timbuy" em mapa de 1878

Há evidência arqueológica da presença de indígenas no atual município, embora o assunto seja pouco estudado. Augusto Ruschi especulou que tenham sido goitacás, teminimós, botocudos e puris, com os habitantes do rio Doce ocupando a baixada, e os do litoral alcançando a região da sede.
Em 1848 o governo capixaba iniciou a construção da estrada de Santa Teresa para ligar a Barra do Cuieté e Natividade, em Minas Gerais, ao porto de Vitória. Inicialmente partindo do primeiro cachoeiro do rio Santa Maria da Vitória, seu início foi em 1850 alterado para a vila da Serra, com um percurso mais plano. Concluída em 1857, a estrada foi um fracasso, pois o destino em Minas Gerais era pouco povoado e a maior parte do trecho no Espírito Santo era desabitada. Em dois anos ela já foi considerada intransitável.  O projeto da estrada permitiu aos brasileiros conhecer a região do Timbuí, que supostamente teria terras férteis. Sua ocupação seria também uma expansão rumo ao rio Doce. Há alguma confusão nas fontes sobre a estrada, que não teria subido a serra, não tendo relação com o futuro povoado, teria sido alterada para receber a colônia ou não teria sido concluída, com a chuva devorando qualquer picada pela floresta.
Com o avanço do ciclo do café, a escassez de mão-de-obra e a necessidade de ocupar terras devolutas, especialmente no interior densamente vegetado do Espírito Santo, o governo brasileiro incentivava a imigração europeia. No Espírito Santo, o modelo era a distribuição de terras aos estrangeiros. Os imigrantes alemães já estavam presentes desde 1848.
Em 1869 a Assembleia Provincial discutiu a colonização das margens da estrada de Santa Teresa, e três anos depois já se demarcavam lotes na ponte sobre o rio Timbuí. Uma nova estrada ligou esse ponto ao Cachoeiro de Santa Leopoldina em 1874. No ano anterior, imigrantes poloneses chegaram à nova frente de colonização, mas foram desapontados pela precariedade das condições de trabalho, salário, saúde e moradia e o não cumprimento das promessas feitas pelas autoridades. Em julho eles seguiram armados a Santa Leopoldina. A maioria deixou o Espírito Santo. Cerca de 80 aceitaram lotes de terra. Como eram malvistos pelos demais imigrantes, foram encaminhados ao Baixo Timbuí, região quente, mais próxima do rio Doce e distante de Santa Leopoldina. No rio 5 de Novembro fundaram o Patrimônio dos Polacos, atual Santo Antônio do Canaã. Apesar do pioneirismo na ocupação do Timbuí, eles são menos conhecidos que os italianos.

### Chegada dos trentinos

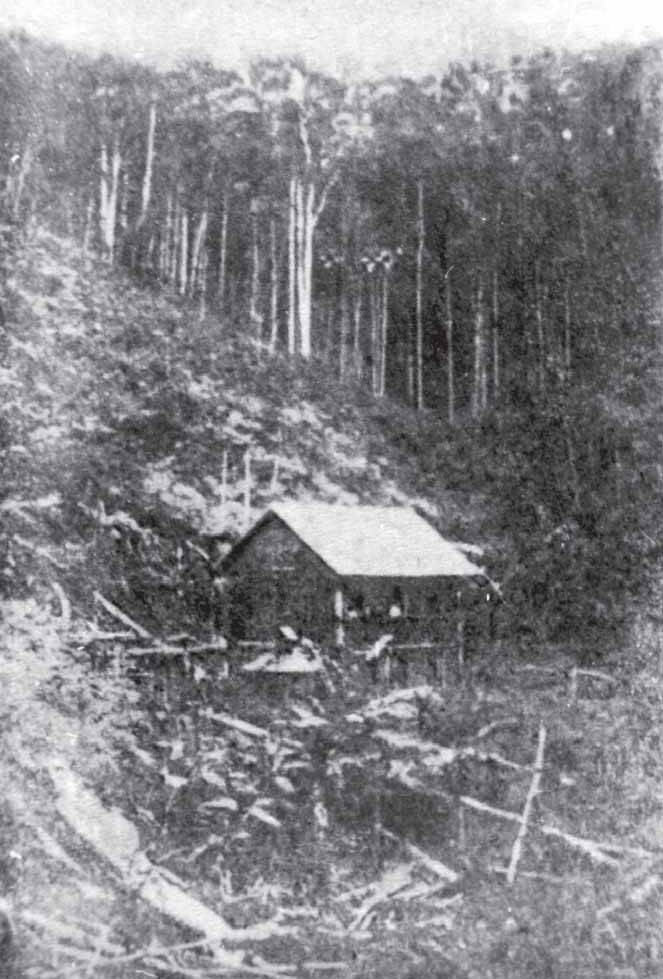
Casa Lambert, considerada a mais antiga da sede

Ainda antes da abertura oficial do núcleo colonial, ele recebeu 135 imigrantes italianos até fevereiro de 1875, a maioria do Trentino-Alto Adige, que haviam abandonado a colônia Nova Trento, fundada por Pietro Tabacchi em 1873 em Santa Cruz (Aracruz). Visionário da cafeicultura com mão-de-obra imigrante no Brasil, havia propagandeado entre seus compatriotas trentinos. 388 vieram na Expedição Tabacchi, em 1874, mas foram decepcionados ao chegar, não encontrando os campos e casas prometidos, mas apenas a floresta. Não apreciando o tratamento recebido e a vida amontoada no barracão, perceberam que o Estado brasileiro, que não precisava do lucro, tinha ofertas melhores. Desde cedo houve descontentamento. Os colonos que deixaram Nova Trento e seguiram ao Timbuí encontraram o agrimensor Franz von Lipp e seus empregados trabalhando nos lotes. Eles se estabeleceram em Valsugana, atual Valsugana Velha, a poucos quilômetros da futura sede.
À época os camponeses do Norte da Itália tinham sua vida social e econômica ameaçadas pela superpopulação, falta de terras (num relevo acidentado e assolado por enchentes), expulsão de suas terras pelo desenvolvimento do capitalismo, guerras da unificação italiana, altos impostos, fome, miséria e doenças. Já havia uma cultura migratória, e agenciadores faziam propaganda e intermediavam a emigração. O Novo Mundo era onde podiam enriquecer e manter a unidade familiar. Os primeiros imigrantes oficialmente destinados ao núcleo Timbuí vieram no navio Rivadavia. O sorteio de lotes em 26 de junho de 1875, na sede do município, é a data oficial da fundação do núcleo e de Santa Teresa.
Em 2018, o Governo Federal institui o dia 26 de junho como data do reconhecimento município de Santa Teresa como pioneiro da Imigração Italiana no Brasil. A promulgação desconsiderou a fundação em em 1836, da Colônia Nova Itália, atualmente no município de São João Batista,em Santa Catarina, que realizou sua própria celebração dos 180 anos da chegada dos primeiros imigrantes italianos em 2016. Para o sociólogo italiano Renzo Grosseli, os imigrantes de Nova Itália foram o primeiro grupo organizado e em grande número de italianos a desembarcar no Brasil, mas Santa Teresa foi o início da "Grande Imigração" italiana, que só ocorreu em massa de 1874 em diante.

### O Núcleo Timbuí

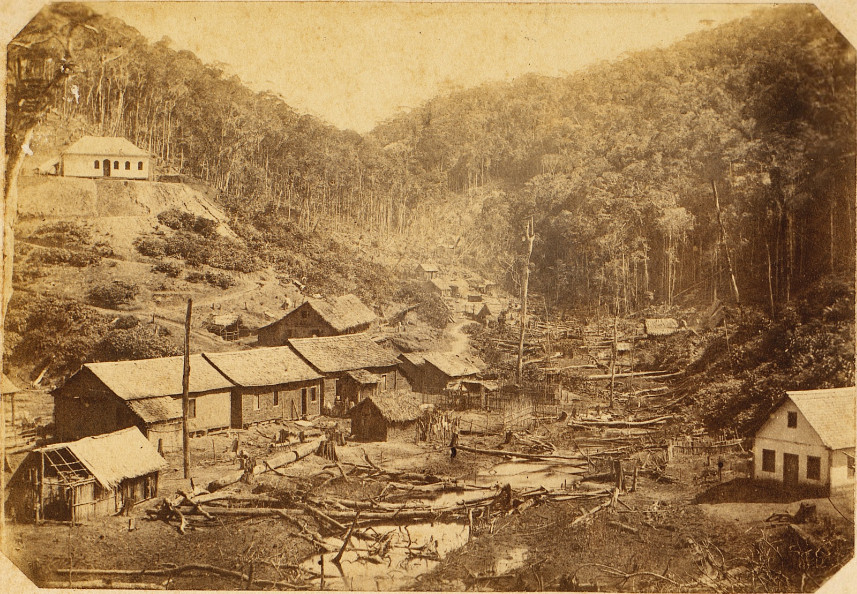
Primórdios do povoado

Os primórdios do Timbuí foram árduos para os colonos e agrimensores. Como em muitas outras frentes de colonização no Brasil, não havia nenhuma comunidade ou cidade para receber os imigrantes, apenas uma floresta exuberante. A primeira tarefa era o desmatamento em grande escala. Os recém-chegados não sabiam como lidar com seu novo ambiente. Morria-se por quedas de árvores durante a derrubada, ataques de onças e serpentes, doenças transmitidas por mosquitos e a ausência de assistência médica.  O choque psicológico era dramático, e a preocupação era a sobrevivência. Não havia casas prontas; as primeiras semanas ou meses eram vividas em barracões coletivos. A vida era mais dura do que haviam prometido os agenciadores na Europa. Nos primeiros dez anos, muitos imigrantes desistiram e voltaram à Itália ou emigraram para o Sul.
Após os pioneiros suportarem o choque do local desconhecido, as levas seguintes tiveram uma experiência mais fácil, auxiliada por uma rede social. Os colonos conseguiram erguer a estrutura mínima para convidar seus parentes e amigos na Europa. Apesar dos sofrimentos no Novo Mundo, ali havia terra e a sociedade camponesa conseguia escapar dos impostos, serviço militar, separação familiar e ameaças a seus valores. A religião estava no centro da sociedade da floresta, e a solidariedade comunitária era forte. A princípio havia pouca diferenciação de classes sociais. Os imigrantes italianos eram quase todos camponeses, com alguns artesãos e sacerdotes. A maioria era de casais jovens com filhos.
Os imigrantes continuaram a chegar. O fluxo de italianos estancou após 1895-1896, mas continuou em baixa intensidade até a década de 1920. A maior entrada foi em 1875-1877. 4.401 imigrantes estabeleceram-se no Timbuí, a grande maioria italianos. Os demais vinham da Alemanha, Áustria, Espanha, Líbano, México, Palestina, Polônia, Portugal, Rússia, Síria e Suíça. Em 1878 o Timbuí tinha 3.182 habitantes, dos quais 41% eram tiroleses/trentinos, 38% italianos, 11% poloneses, 7% alemães e 3% brasileiros. Mais de 93% eram católicos. Os grupos etnorreligiosos viviam cada um em suas comunidades, e as rivalidades existenets na Europa continuavam. Os trentinos vinham da região do Tirol, então pertencente à Áustria-Hungria, mas só eram austríacos legalmente. Entendiam-se como italianos pela língua e costumes e não pelo passaporte. Eles perderam sua maioria numérica a novos imigrantes da Lombardia e Vêneto, mas a cidade ganhou fama como "terra trentina" e recebeu trentinos de outros estados. Os brasileiros chegavam de várias formas. Em 1881, lotes foram negociados com brasileiros por falta de imigrantes.
O Timbuí era vasto. Muitos dos colonos deixaram a área da sede e procuraram terras mais quentes e férteis, alguns rumo ao rio Santa Joana, nas atuais Itaguaçu e Itarana, e outros no Santa Maria do rio Doce. Alemães e italianos ocupavam trechos intercalados na direção do rio Doce. Em 1878 já ocupação em São João de Petrópolis, Santo Antônio dos Polacos, Santa Lúcia, Três Barras, Vinte e Cinco de Julho, Valsugana e Lombardia. Os italianos ocuparam os lotes em São João de Petrópolis, conhecida como "Barracão". Com a chegada de numerosos italianos, o Patrimônio dos Polacos perdeu seu caráter polonês. Os alemães se estabeleceram em Vinte e Cinco de Julho e Barra do Rio Perdido. São Roque, no curso baixo do Santa Maria do rio Doce, teve a primeira festa a seu padroeiro em 1887.

### Formação da economia

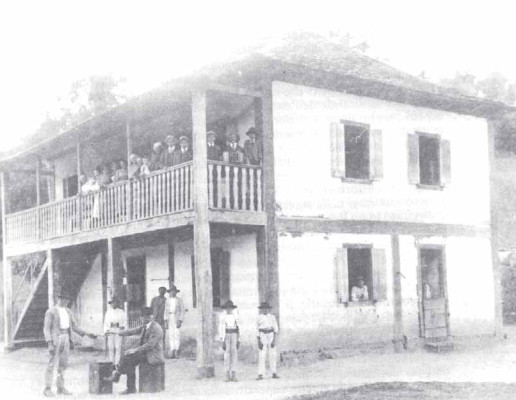
Casa rural típica

O trabalho pesado absorvia toda a rotina de homens e mulheres. A principal lavoura era o café, mas ele demorava de quatro a cinco anos para render; até lá, os colonos dependiam de cereais, hortaliças e o trabalho oferecido pelo governo nas estradas. Os atrasos no pagamento pelo governo eram comuns. Bens podiam ser comprados em Santa Leopoldina, numa viagem de dois dias. As terras não eram tão boas para o cultivo, logo cansando, e alguns não conseguiam conciliar suas lavouras com o trabalho nas estradas. O descontentamento era expresso nos dias de pagamento. Num deles, a "revolta de Nova Lombardia" de 1877, um colono foi morto.
A área urbana crescia rápido. Os preços eram altos, e havia controvérsias sobre a situação da colônia e a conduta do governo. Os artesãos eram presença destacada no povoado. Houve uma tentativa de industrialização na forma da seda, tradicional produto do Trento, mas ela não conseguiu preços competitivos. Faltava assistência médica, educacional e espiritual, especialmente nos distritos mais logínquos, e o serviço policial era muito deficiente.
Ao final do século alguns imigrantes haviam pago suas terras e se tornado pequenos proprietários, enquanto outros tornaram-se meeiros de outros imigrantes. A cafeicultura expandiu-se e alterou a sociedade. O café integrava a colônia ao mundo externo, ao contrário de algumas comunidades semelhantes em Santa Catarina, onde só havia agricultura de subsistência. Brasileiros chegaram como diaristas nas lavouras e tropeiros. Como poucos podiam arcar com os custos do transporte, a riqueza concentrou-se nos comerciantes, os maiores de fora do município, mas vários também na sociedade local. Pagando pouco pelo café e cobrando muito pelos bens de fora, ao longo do tempo transformaram muitos proprietários endividados em meeiros. Seu poder sobre os camponeses duraria até a década de 1950. Ainda assim, o cafeeiro era o cultivo mais vantajoso para os imigrantes.

### Município

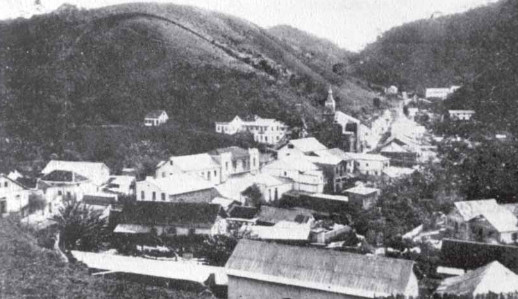
Desenvolvimento urbano no início do século XX

O desenvolvimento econômico propiciado pelo café permitiu a elevação da vila a distrito, em 1888, e sua emancipação, com o município instalado em 1891. A década foi passada organizando a administração. Em 1895, a criação da comarca de Santa Teresa concedeu independência jurídica ao município. Dois anos depois o município perdeu com Linhares uma disputa territorial pela florescente vila do Mutum, atual Boapaba, Colatina. A política municipal era dominada pelas famílias comerciais, que às vezes recorriam a homens armados, aproveitando-se da falta de autoridade da polícia.
Os anos 1890 foram violentos, com diversas quadrilhas de criminosos, saques, depredações e assassinatos, às vezes envolvendo a política. O primeiro chefe executivo chegou a ter sua casa incendiada. O maior caso de violência foi a "Jagunçada de Barracão", conflito entre os capangas do tropeiro mineiro José Calhau e do proprietário italiano Luiz Vivaldi em 1897. Em São João de Petrópolis morreram onze pessoas e várias residências foram queimadas. O motivo era o choque entre imigrantes e brasileiros, que já conviviam no município, na maior parte do tempo harmonicamente.
Não havia intelectuais, líderes e homens de negócios entre os imigrantes, e a educação oferecida foi desde o início insuficiente. Avós alfabetizados tinham netos analfabetos. O nível de instrução existente no Trentino, com 14% de analfabetismo em 1880, foi perdido e muito lentamente recuperado.  Em 1939 Santa Teresa tinha 44% de analfabetos na população acima de 14 anos. A população estimava o Colégio Ítalo-Teresense, fundado pelos frades capuchinhos em 1902 e auxiliado pelo cônsul italiano em Vitória. Ele foi fechado em 1930, tendo como sucessor o Seminário São Francisco de Assis, de 1935.
Na área da saúde, não havia médico até os anos 20. Ainda assim, após a aclimatação a saúde melhorou muito.  Em 1937 Santa Teresa tinha taxa de natalidade anual de 55 por mil e mortalidade de 10,9 por mil; décadas antes, o Trentino tinha 38 por mil de natalidade e 32 por mil de mortalidade. Como em outras colônias, os filhos camponeses eram fonte de riqueza. As famílias numerosas buscavam terras mais distantes. Ao longo do século XX uma onda de descendentes de italianos e alemães alcançou Colatina, cruzou o rio Doce e fundou cidades no norte do Espírito Santo.
Em 1916 o prefeito foi destituído por apoiar a revolta do Xandoca. Uma tentativa de ligar o município à Estrada de Ferro Vitória-Minas fracassou, mas havia uma estrada de rodagem para Vitória em 1919. A cafeicultura continuava a crescer, e em 1920 o município respondia por 9% da produção estadual. A Ação Integralista Brasileira dominou a política local nos anos 30. Em 1940 o município recebeu uma das primeiras escolas agrícolas do país, a Escola Prática de Agricultura, correspondendo hoje ao campus de Santa Teresa do Instituto Federal do Espírito Santo. Na Segunda Guerra Mundial houve casos de perseguição aos luteranos de Vinte e Cinco de Julho devido ao sentimento antialemão.

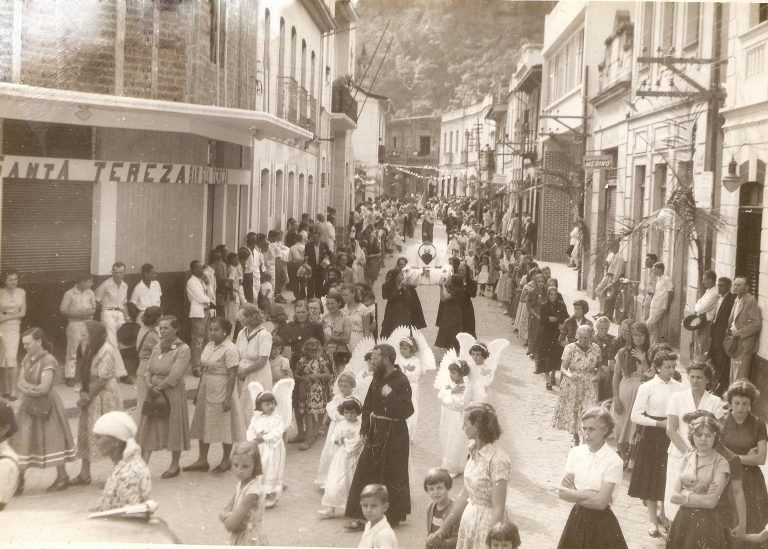
Procissão pelo centro

Nos anos 60 a educação primária tinha muitos entraves e não conseguia suportar a crescente demanda, mas o município desenvolvia em várias áreas, com obras públicas e o início da pavimentação da estrada para Vitória. Em 1965 ele era o quarto contribuinte aos cofres estaduais e o mais próspero entre os antigos núcleos italianos. Fábricas de cerâmica, esquadrias de madeira e aguardente cresciam em São Roque. Nos anos 70 o seminário dos capuchinhos foi substituído pelo Educandário Seráfico São Francisco de Assis. Em 1977 o governo estadual quis produzir palmito na Estação Biológica de Santa Lúcia, mas o conservacionista Augusto Ruschi conseguiu mobilizar a opinião pública nacional contra o projeto.
Alguns habitantes de São Roque fizeram um abaixo-assinado pela emancipação em 1978. A área já tinha grande desenvolvimento urbano e industrial em 1986. Após uma longa campanha, a emancipação foi obtida em 1995. Santa Teresa perdeu os distritos de São Roque, São Jacinto e Santa Júlia.
A primeira instituição de ensino superior foi a atual Escola Superior São Francisco de Assis, em 1998. Santa Teresa, Santa Maria e Santa Leopoldina assinaram um acordo de divisas em 2018, trocando algumas pequenas comunidades limítrofes. Santa Teresa recebeu Aparecidinha e Valão de São Pedro, com aproximadamente 500 habitantes, e cedeu a Serra do Gelo e 35% da Estação Biológica de Santa Lúcia.

## Geografia
O município tem área de 683,032 km2. Situado a 78 km da capital Vitória, tem como municípios limítrofes São Roque do Canaã a norte, João Neiva, Ibiraçu e Fundão a leste, Santa Leopoldina e Santa Maria de Jetibá a sul e Itarana e Itaguaçu a oeste. De acordo com a divisão regional vigente desde 2017, instituída pelo IBGE, o município pertence às Regiões Geográficas Intermediária de Vitória e Imediata de Afonso Cláudio-Venda Nova do Imigrante-Santa Maria de Jetibá. Até então, com a vigência das divisões em microrregiões e mesorregiões, fazia parte da microrregião de Santa Teresa, que por sua vez estava incluída na mesorregião Central Espírito-Santense.

### Relevo

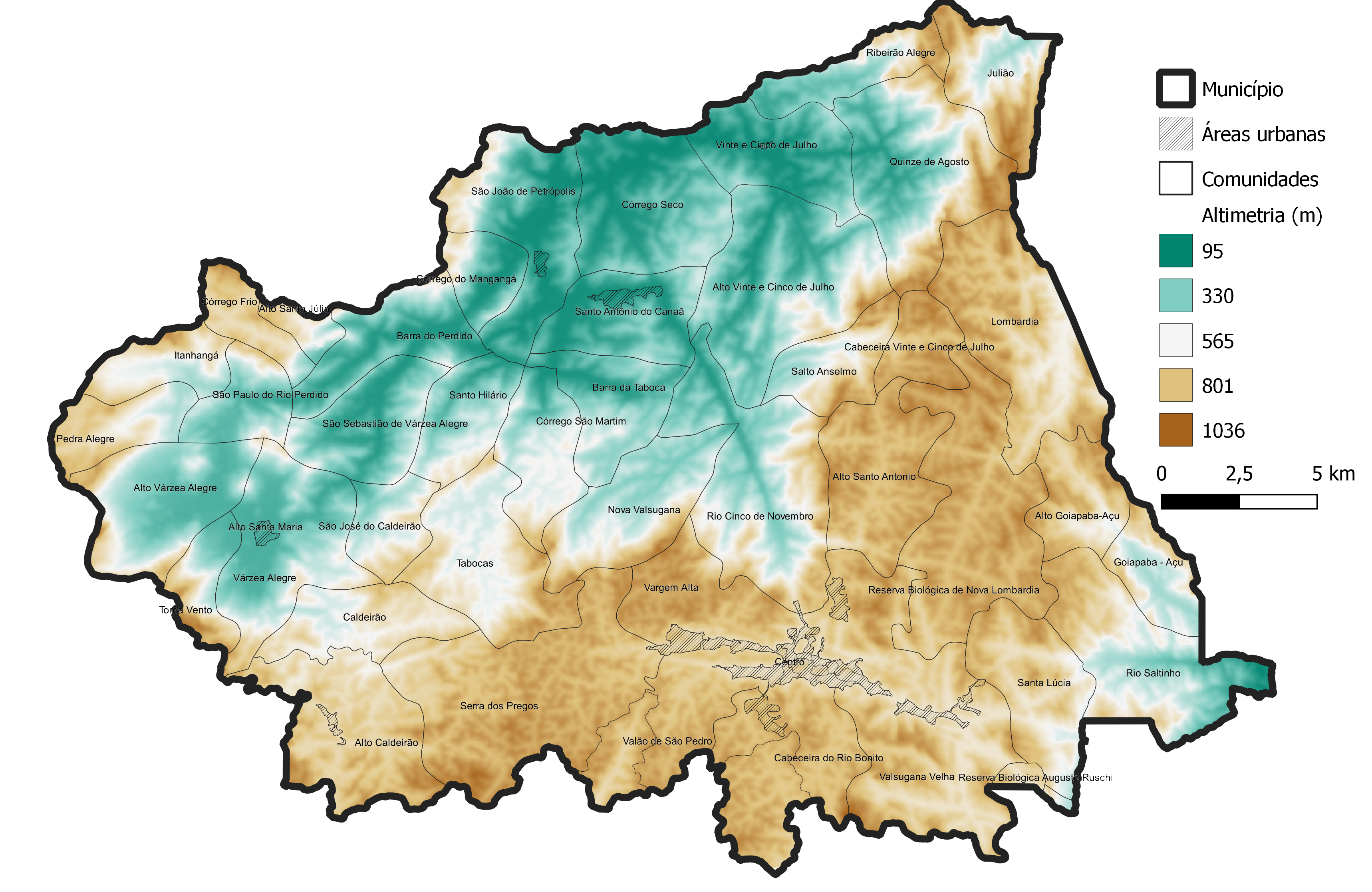
Mapa do relevo e comunidades

O município tem altitudes de 90 m, no extremo sudeste, a 1.040 m, com terreno acidentado. 10% do território é de fundo de vale (declividade de até 8%), 30% de colinas e morrotes (de 8 a 45%), 50% é montanhoso (45 a 75%) e 10% de montanhas escarpadas (declividade de 75%). A baixada tem terreno mais ondulado e passível de mecanização agrícola.
A área faz parte do escudo cristalino pré-cambriano brasileiro, especificamente no Orógeno Araçuaí da província Mantiqueira. O relevo é moldado pela tectônica, com falhas e fraturas, e a mineralogia, com diferenças de resistência ao intemperismo e erosão. As rochas são paragnaisses, granitoides foliados ou ortognaisses, granitos e, em pequenas áreas de baixada, sedimentos aluvionares. Entre os solos, 60% da área é coberta pelo latossolo vermelho e amarelo distrófico, com áreas menores de terra roxa, cambissolo, solos litólicos e afloramentos rochosos.
Uma classificação geomorfológica mais antiga distingue quatro domínios no município, a Borda Montanhosa do Planalto, Planalto Dissecado em Colinas, Baixo Planalto de Colinas e Serranias Paralelas e Planalto Intrusivo. Outra distingue a Depressão do Santa Maria do Rio Doce, Maciços Montanhosos do Alto Santa Maria, Morros e Morrotes do Caravaggio e Depressão do Alto Timbuí. O compartimento do Santa Maria do rio Doce, com 44% da área municipal, tem morros nivelados em meio a uma depressão. O compartimento do Alto Santa Maria, no oeste, é uma planície com dois maciços montanhosos, com altitudes de 230 a 970 m. O compartimento do Caravaggio cobre as terras altas ao longo de todo o sul e leste. É levemente ondulado, com vales pouco profundos, mas contém o ponto mais alto do município. O compartimento do Alto Timbuí, no sudeste, inclui a área da sede e é composto de morros e montanhas dispostas em vale dissecado.

Tipos de relevo
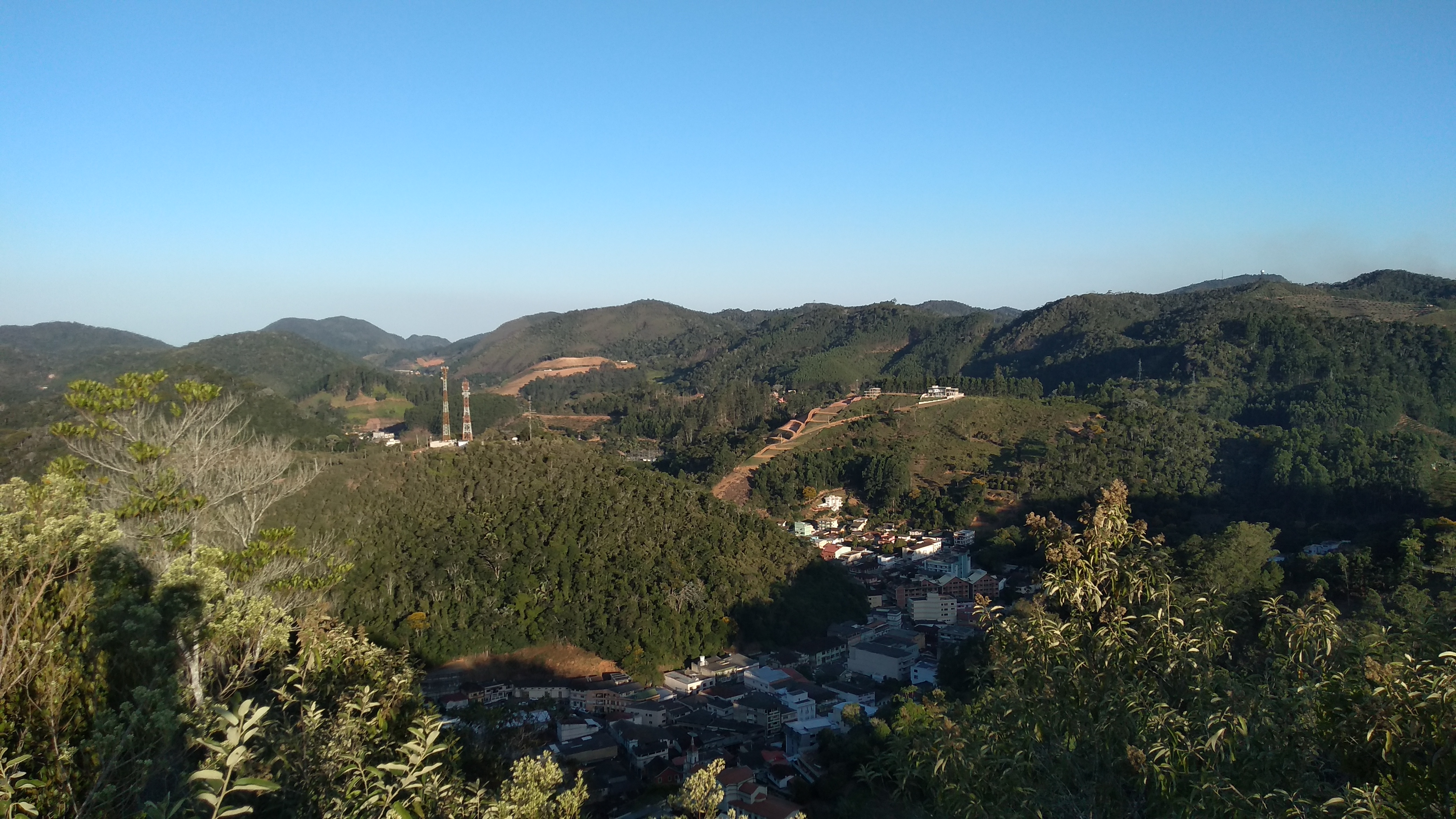
Encostas íngremes na sede
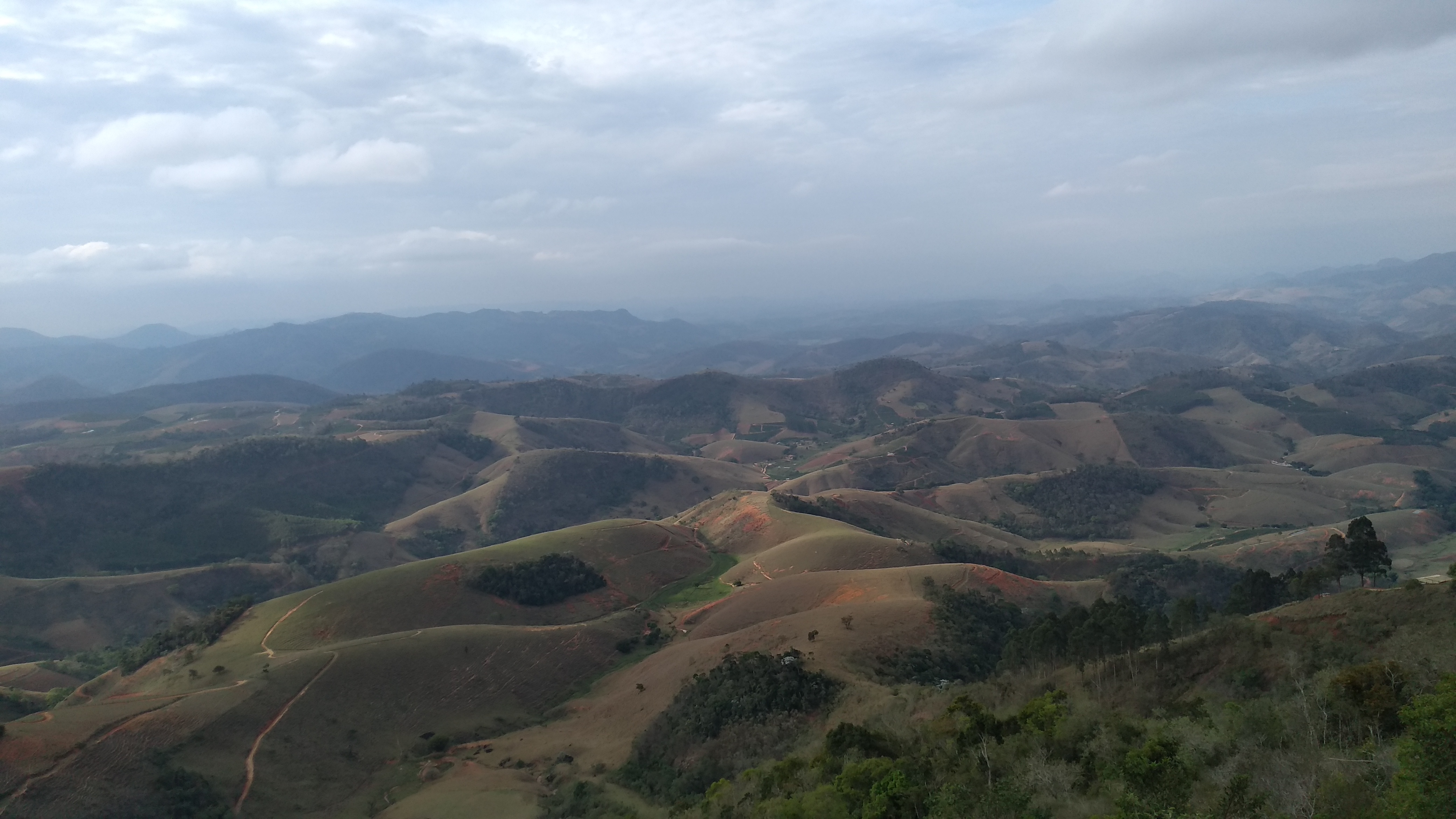
Vista do Caravaggio na direção de Nova Valsugana e do rio Doce
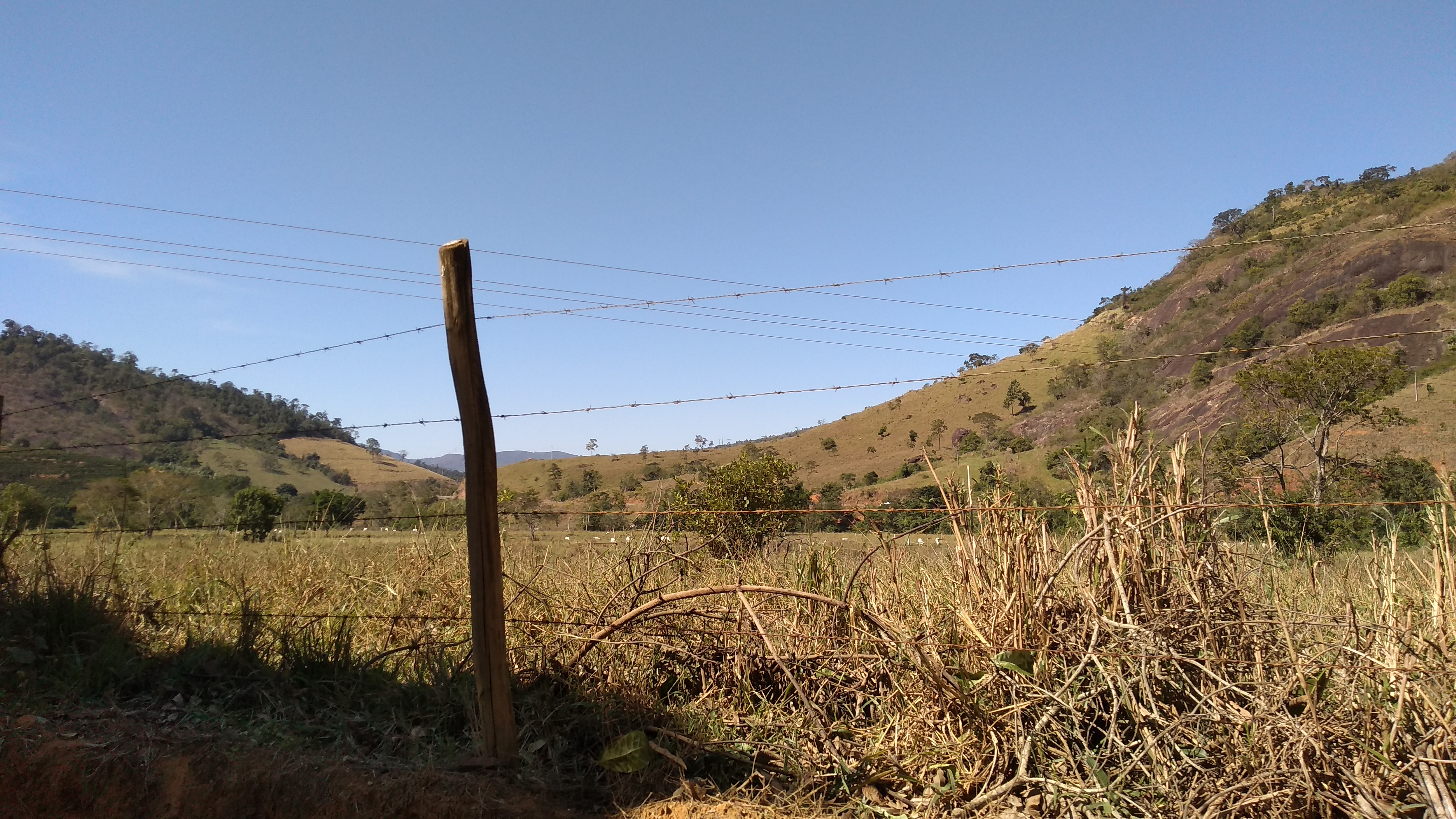
Baixada na bacia do Santa Maria do rio Doce
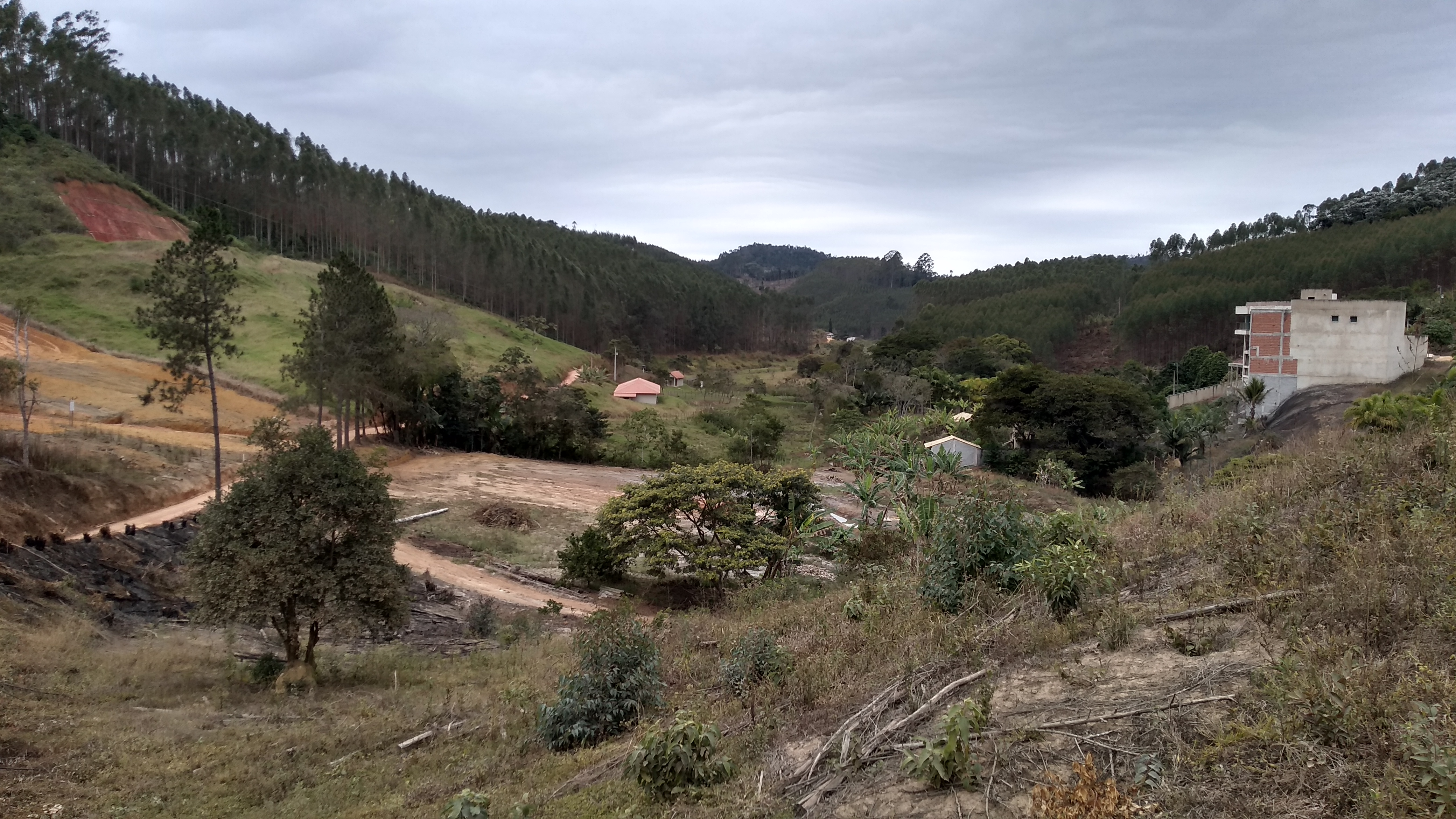
Vale pouco profundo na direção de Santa Leopoldina

### Hidrografia

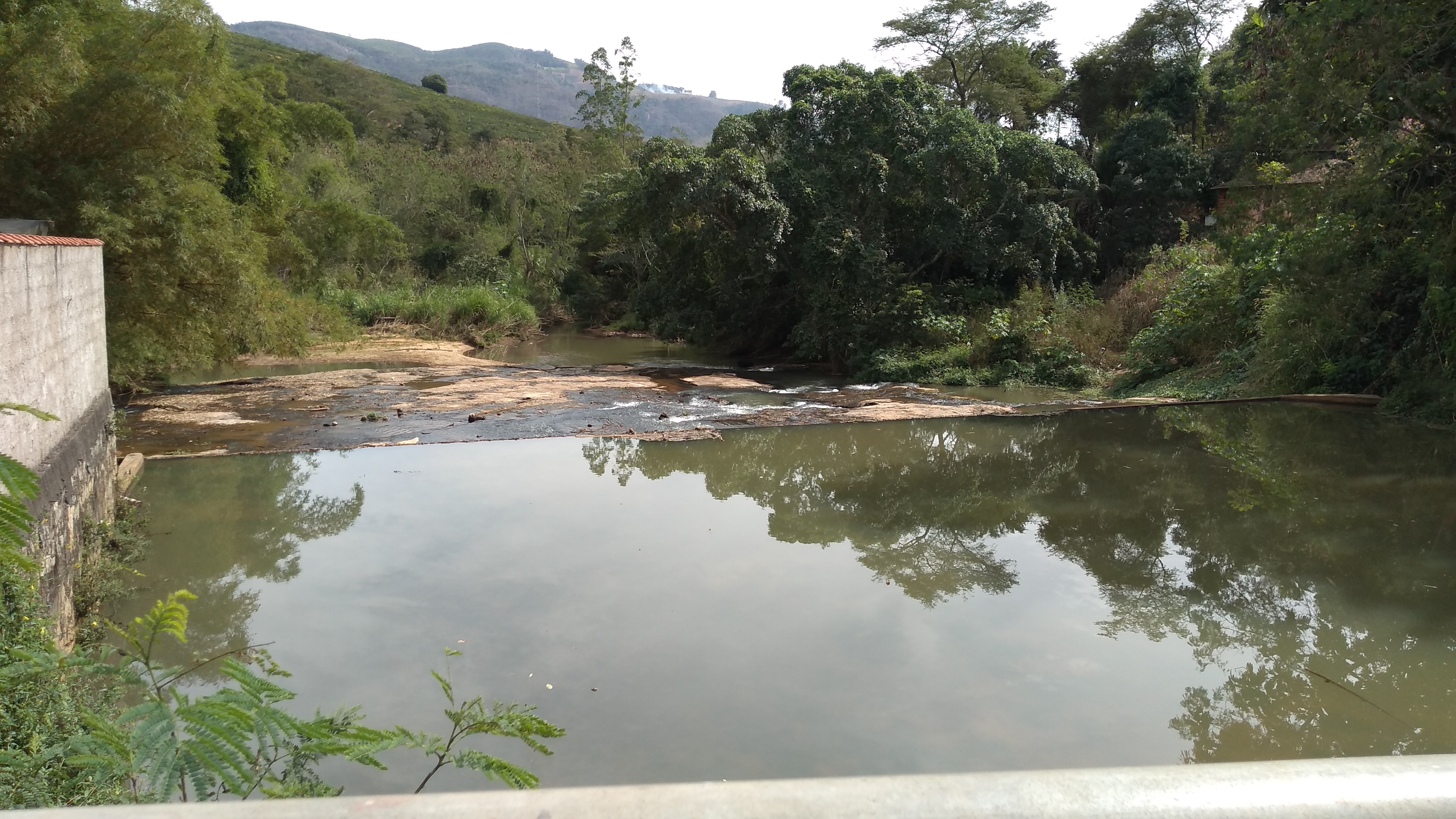
Ponte sobre o rio Santa Maria do Doce

Vários rios importantes no Estado têm suas nascentes nas terras altas teresenses. Os três principais rios do município são o Santa Maria do Doce, Lombardia e Timbuí, sendo o primeiro parte da bacia do rio Doce, e os demais considerados parte da Bacia Litoral Centro Norte.
A bacia do Santa Maria ocupa a maior área, incluindo a parte mais quente e seca do município. Essa região de Santa Teresa a Colatina, passando por São Roque, é conhecida como o "Vale do Canaã", abrangendo os povoados de Caldeirão (na terra fria), Alto Santa Maria, Santo Antônio do Canaã, São João de Petrópolis e Vinte e Cinco de Julho. Nascendo na Serra do Gelo, a cerca de 1.000 m de altitude, recebe na margem esquerda o rio Perdido, e na direita, os rios Tabocas, Cinco de Novembro e Vinte e Cinco de Julho, fluindo a norte para São Roque. Ele desemboca no rio Doce em Colatina.
O rio Timbuí é o que banha a sede, sendo denominado São Lourenço a seu montante. Nasce na Serra dos Pregos recebe o São Pedro na sede, onde a declividade é reduzida. Seu afluente seguinte é o Valsugana Velha, fluindo para Santa Leopoldina e Fundão, onde se encontra com o rio Fundão. O rio Nova Lombardia é o principal afluente do rio Piraquê-Açu, em Aracruz. Dentro do município, não tem afluentes de grande fluxo.

### Clima

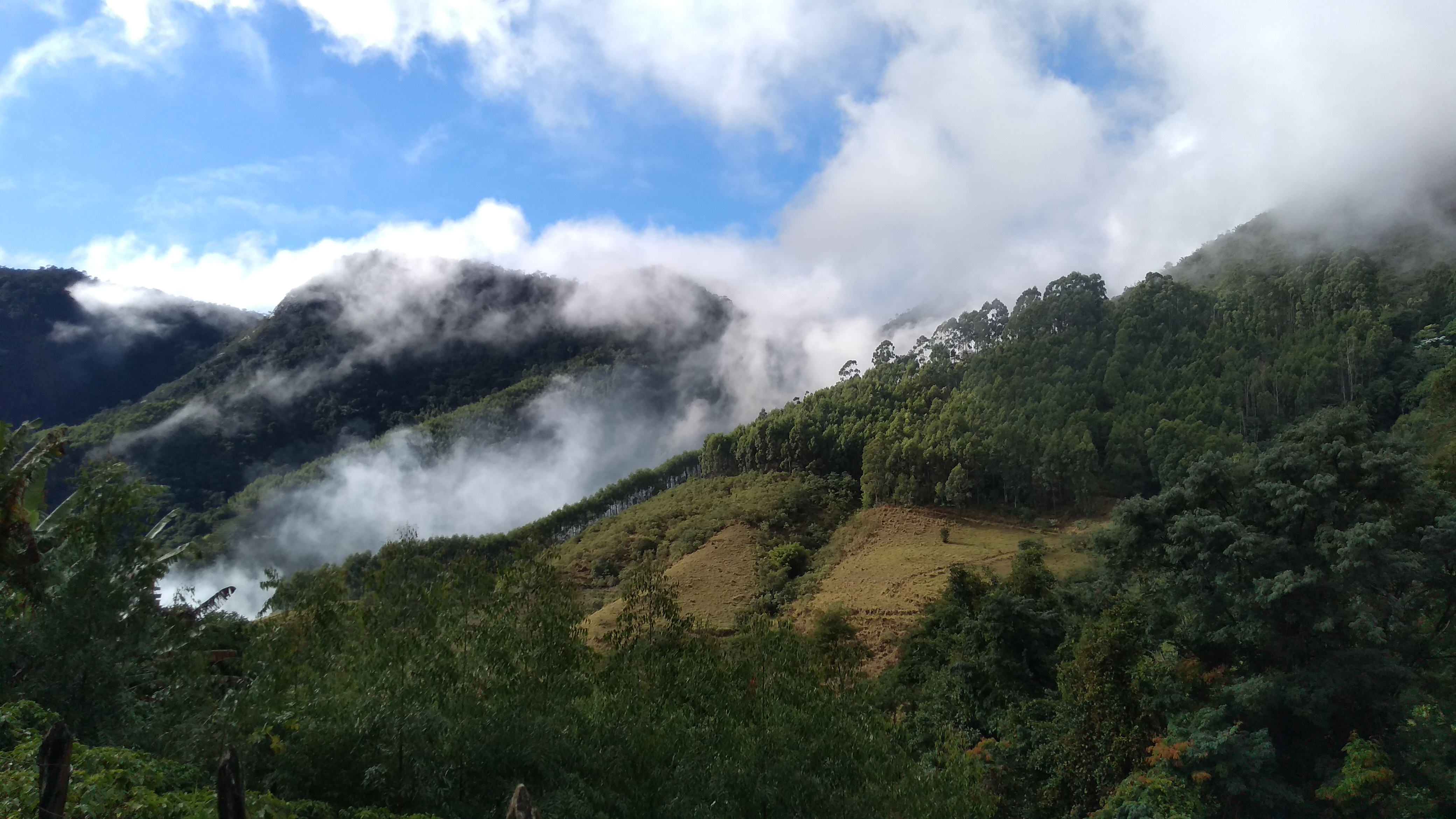
Nuvens no Vale do Canaã em Cinco de Novembro

O clima teresense pode ser dividido em duas regiões agroclimáticas, uma terra alta mais fria e úmida, onde está a sede, e uma baixada mais quente e seca. O período seco é o inverno, e o úmido, o verão. Uma divisão mais minuciosa é entre as terras quentes e secas, correspondendo a 24,5% da área; amenas e de transição chuvosa/seca (onde está a sede), com 35,7%; amenas e chuvosas, com 16,7%; frias e chuvosas, com 22,3%; e quentes e chuvosas, com 0,8%.
O clima de São João de Petrópolis, a 150 m de altitude, é semelhante ao de municípios como Linhares e São Mateus, e não ao da região serrana. É Aw (tropical úmido, com inverno seco e chuvas máximas no verão), na classificação climática de Köppen-Geiger, ou C2wA’a’ (megatérmico subúmido, com deficiência hídrica moderada no inverno), na de Thornthwaite. Junho, o mês mais frio, tem temperatura média de 21,2 °C, enquanto fevereiro tem 26,8 °C. Há um período chuvoso de novembro a março e outro seco de abril a outubro, mas somente janeiro tem precipitação superior à evapotranspiração. A precipitação, com média anual de 1.083 mm, varia muito de um ano a outro. A precipitação relativamente baixa é pela sombra de chuva da Serra do Castelo.
Na outra zona, a topografia determina um clima tropical de altitude com elementos subtropicais. Os invernos são amenos e secos, e os verões, quentes e muito úmidos. O município é conhecido como um dos frios do Espírito Santo, mas não detém os recordes. Em 1939 havia registros de extremos mais baixos do que as medições atuais, chegando a 2°C.

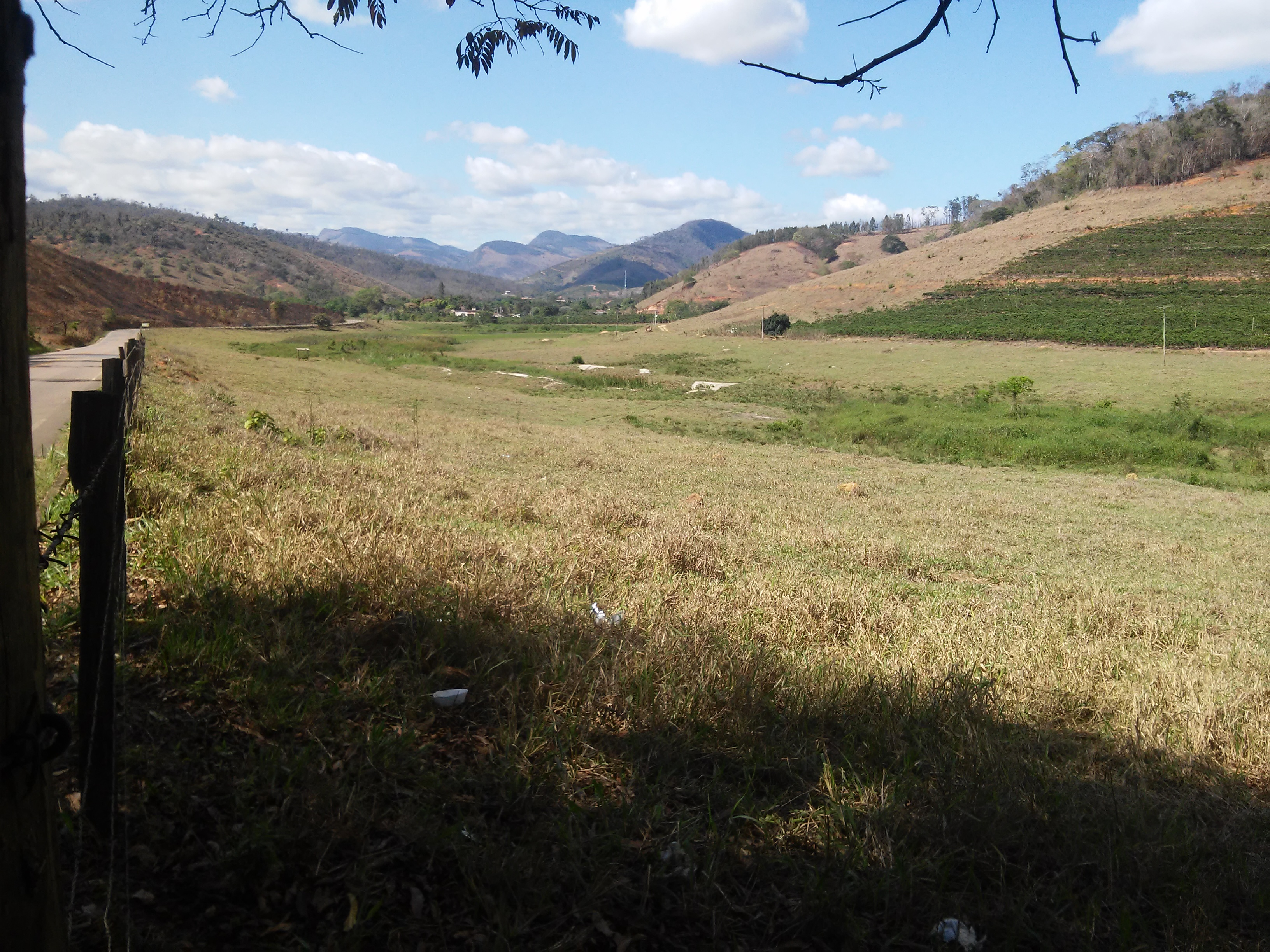
São João de Petrópolis em outubro

Várias classificações já foram apresentadas: Cfb (temperado quente, sem estação seca no inverno), com temperatura média anual de 19,5 °C, variando de 16,4 °C em julho a 22,1 °C em fevereiro, e 1.491 mm de precipitação, 80% deles entre outubro e abril, com déficit hídrico apenas em maio e junho; "tropical subsequente superúmido com subseca"; Cwa, mesotérmico, com seca no inverno e forte pluviosidade no verão, com 1.404,2 mm anuais; B4TB’3a’, úmido e mesotérmico, na classificação de Thornthwaite. A Estação Biológica de Santa  Lúcia, a menos de 5 km da sede e basicamente na mesma altitude, é muito mais úmida, com 1.868 mm de precipitação anuais, pois está nas encostas viradas para o oceano e recebe a chuva orográfica, enquanto a sede está voltada para o interior. Sua classificação é Cfa, subtropical úmido sem estiagem. Outros autores consideram a existência desses dois climas, Cwa e Cfa, além do Cfb, mesotérmico com verões frescos e sem estação seca, nas altitudes acima de 1.000 m.
A sede está num vale estreito cercado por vertentes de declividades superiores a 30%. Na temporada das chuvas, os moradores da baixada, especialmente da calha e leito maior dos corpos d'água, estão vulneráveis a enchentes. Já os morros são vulneráveis a deslizamentos de terra. A ocupação urbana está geralmente no fundo do vale. Fortes chuvas isolaram a cidade em 2000, e em 2013 deixaram 50 pessoas desabrigadas e 200 desalojadas. No outro extremo, a região baixa é naturalmente carente de água. A seca foi severa em 2015-2016, e em 2021 agricultores da baixada teresense e São Roque reivindicavam a inclusão dos municípios na Sudene.
Segundo dados do Instituto Nacional de Meteorologia (INMET), referentes ao período de novembro de 1976 a março de 1982, janeiro de 1990 a junho de 2001 e maio de 2002 a janeiro de 2005, a menor temperatura registrada em Santa Teresa foi de 4,2 °C em 15 de agosto de 2000 e 11 de agosto de 2004, e a maior atingiu 34,6 °C em 10 de setembro de 1997. O maior acumulado de precipitação em 24 horas foi de 121,7 milímetros (mm) em 12 de novembro de 1981. Outros grandes acumulados foram 120 mm em 26 de janeiro de 1979, 107,2 mm em 25 de março de 1979 e 105,1 mm em 22 de novembro de 1999. Janeiro de 1979, com 513,6 mm, foi o mês de maior precipitação.
| Dados climatológicos para Santa Teresa | Dados climatológicos para Santa Teresa | Dados climatológicos para Santa Teresa | Dados climatológicos para Santa Teresa | Dados climatológicos para Santa Teresa | Dados climatológicos para Santa Teresa | Dados climatológicos para Santa Teresa | Dados climatológicos para Santa Teresa | Dados climatológicos para Santa Teresa | Dados climatológicos para Santa Teresa | Dados climatológicos para Santa Teresa | Dados climatológicos para Santa Teresa | Dados climatológicos para Santa Teresa | Dados climatológicos para Santa Teresa |
| Mês | Jan                                    | Fev                                    | Mar                                    | Abr                                    | Mai                                    | Jun                                    | Jul                                    | Ago                                    | Set                                    | Out                                    | Nov                                    | Dez                                    | Ano                                    |
| --- | -------------------------------------- | -------------------------------------- | -------------------------------------- | -------------------------------------- | -------------------------------------- | -------------------------------------- | -------------------------------------- | -------------------------------------- | -------------------------------------- | -------------------------------------- | -------------------------------------- | -------------------------------------- | -------------------------------------- |
| Temperatura máxima recorde (°C) | 33,3                                   | 34,5                                   | 33,7                                   | 32,3                                   | 31                                     | 29,8                                   | 30,1                                   | 30,8                                   | 34,6                                   | 33,6                                   | 32,5                                   | 33,2                                   | 34,6                                   |
| Temperatura máxima média (°C) | 28                                     | 28,8                                   | 28                                     | 26,3                                   | 24,7                                   | 23,8                                   | 22,9                                   | 23,4                                   | 24,1                                   | 25,2                                   | 25,8                                   | 27,1                                   | 25,7                                   |
| Temperatura média compensada (°C) | 22,3                                   | 22,5                                   | 22,2                                   | 20,6                                   | 18,8                                   | 17,3                                   | 16,8                                   | 17                                     | 18,4                                   | 19,8                                   | 20,9                                   | 21,9                                   | 19,9                                   |
| Temperatura mínima média (°C) | 18,4                                   | 17,9                                   | 18                                     | 16,7                                   | 14,4                                   | 12,5                                   | 12,4                                   | 12,6                                   | 14,5                                   | 16,2                                   | 17,5                                   | 18,4                                   | 15,8                                   |
| Temperatura mínima recorde (°C) | 11,4                                   | 11,8                                   | 13,6                                   | 9,2                                    | 5,4                                    | 4,3                                    | 4,5                                    | 4,2                                    | 5,2                                    | 5,6                                    | 10,2                                   | 11,7                                   | 4,2                                    |
| Precipitação (mm) | 227,8                                  | 95,5                                   | 172,6                                  | 93                                     | 42,8                                   | 37,3                                   | 42,5                                   | 42,7                                   | 69                                     | 114,3                                  | 222,7                                  | 226,6                                  | 1 386,8                                |
| Dias com precipitação (≥ 1 mm) | 14                                     | 10                                     | 12                                     | 9                                      | 7                                      | 5                                      | 6                                      | 6                                      | 8                                      | 11                                     | 14                                     | 16                                     | 118                                    |
| Umidade relativa compensada (%) | 82,6                                   | 80,8                                   | 82,3                                   | 83,3                                   | 83,7                                   | 84                                     | 84                                     | 81,6                                   | 81,5                                   | 81,7                                   | 82,8                                   | 83,1                                   | 82,6                                   |
| Insolação (h) | 175,8                                  | 193,9                                  | 179,6                                  | 166,2                                  | 165,6                                  | 159,8                                  | 157,9                                  | 171,6                                  | 132,5                                  | 131,5                                  | 128,8                                  | 143,8                                  | 1 907                                  |
| Fonte: Instituto Nacional de Meteorologia (INMET) (normal climatológica de 1981-2010; recordes de 01/11/1976 a 01/04/1982, 01/01/1990 a 30/06/2001 e 01/05/2002 a 31/01/2005) |                                        |                                        |                                        |                                        |                                        |                                        |                                        |                                        |                                        |                                        |                                        |                                        |                                        |

### Fauna e flora

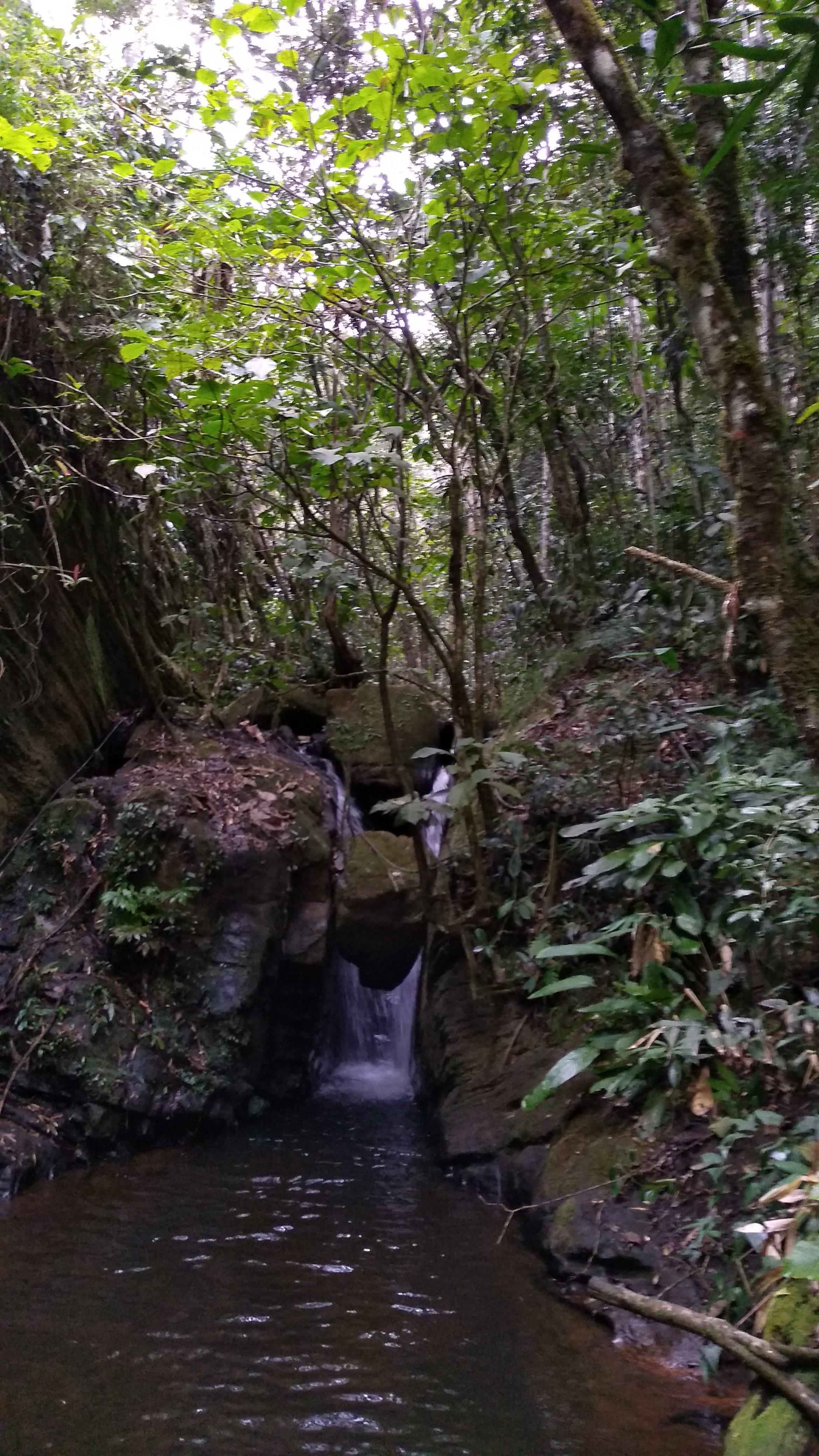
Trilha na mata

A classificação fitoecológica do município é a floresta ombrófila densa, mas em São João de Petrópolis o clima mais seco condiciona uma floresta estacional semidecidual, que perde as folhas no inverno. A fauna é derivada de dois centros de endemismo genético e quatro regiões diferentes, a Hileia Baiana, planície costeira, Serra da Mantiqueira e florestas semidecíduas e cerrados nos altos cursos do rio Doce. Muitas dessas espécies são raras, ameaçadas ou indicadoras de ambientes especiais. Isso, somado à topografia, altitude, clima e tipos de perturbação heterogêneos, alto nível de conservação, alta conectividade dos fragmentos de floresta e presença de extensos ecótonos e bordas de floresta, permite uma elevada biodiversidade.
A área é uma das mais estudadas da Mata Atlântica. A cidade sedia o Instituto Nacional da Mata Atlântica (INMA), fundado em 2014 e responsável pelo Museu de Biologia Professor Mello Leitão (MBML), existente desde 1949, e as estações biológicas de Santa Lúcia e São Lourenço. A de Santa Lúcia é visitada por cientistas do mundo inteiro. O INMA trabalha com a pesquisa e educação relativa a todo o bioma, do qual o MBML é referência no Espírito Santo. Seu parque zoobotânico recebe até 80 mil visitantes por ano. O município é polo na pesquisa da mastofauna. O teresense Augusto Ruschi (1915-1986), fundador do MBML, é reconhecido na cidade e no país pelo seu trabalho como cientista e conservacionista. Grande parte de sua carreira foi na terra natal.

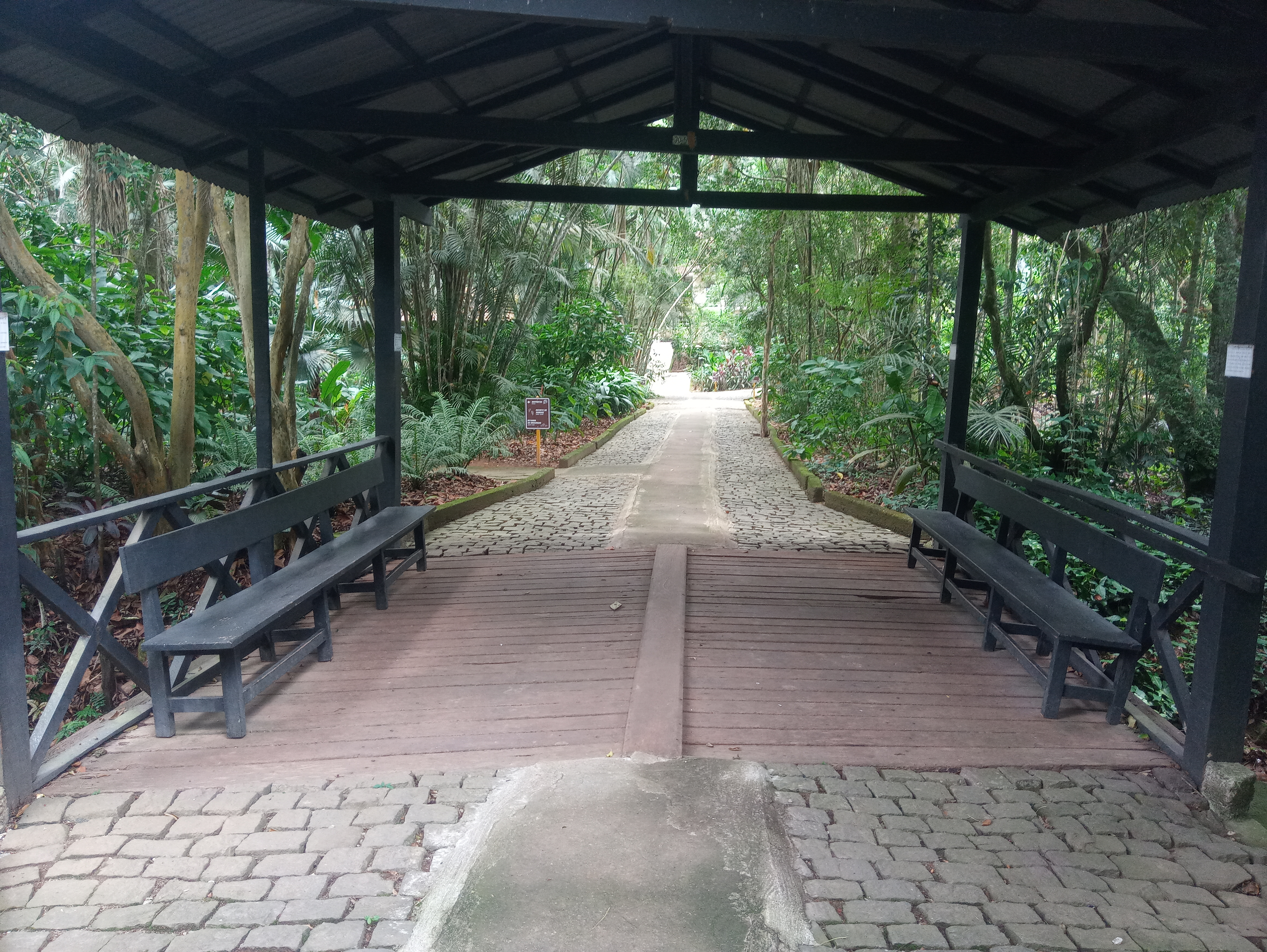
Interior do MBML

Alguns estudos faunísticos e botânicos indicam uma biodiversidade alta em comparação com outras áreas da Mata Atlântica. Na Estação Biológica de Santa Lúcia, a diversidade de espécies arbóreas excede a de outras áreas da Mata Atlântica e outras florestas tropicais brasileiras: um levantamento encontrou 2.338 indivíduos de 443 espécies numa área de apenas 1,08 ha. 107 espécies de bromélias foram reconhecidas em 2010, número elevado para a escala pequena, e muitas são endêmicas ou ameaçadas, indicando a importância da flora local. Várias espécies foram descobertas no município, como a palmeira Euterpe espiritosantensis e a begônia Begonia ruschii.
40% das espécies de mamíferos (exceto morcegos) da Mata Atlântica são encontradas no município. Há maior riqueza de borboletas e mariposas do que em Itatiaia, Rio de Janeiro. As matas de encosta abrigam a maior riqueza de anfíbios da Mata Atlântica. Como em outras localidades serranas, os córregos abrigam espécies isoladas de peixes. Das 40 espécies de beija-flores do Espírito Santo, 27 já foram registradas no município. Augusto Ruschi deu muita divulgação às aves, que se tornaram simbólicas no Estado. A ave foi também instituída como símbolo do município em 2013.

### Conservação ambiental

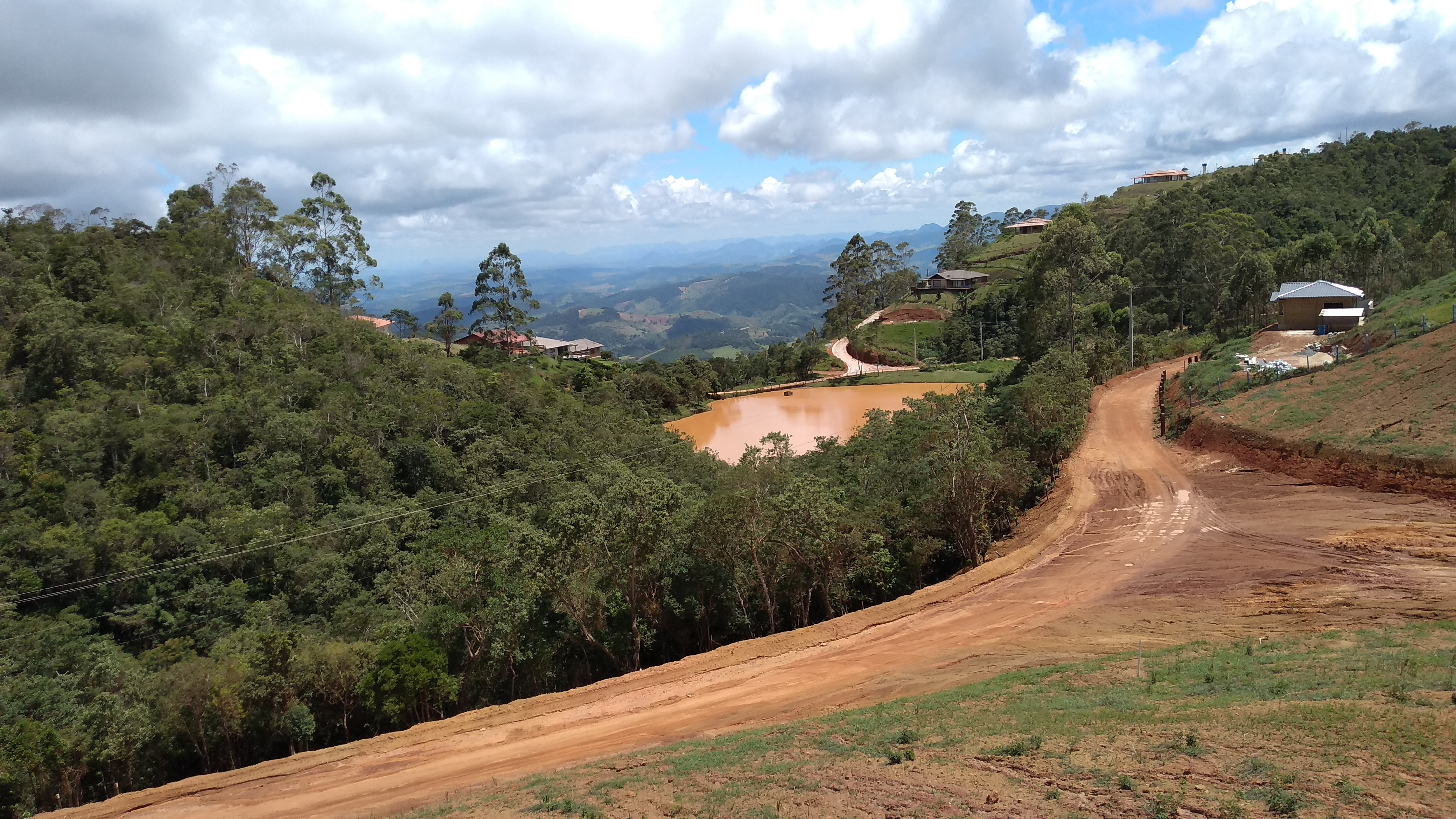
Setor imobiliário-turístico no Caravaggio

32,1% da área municipal era coberta de mata nativa em 2012/2013. Há uma cobertura excelente de áreas de proteção, com as Reservas Biológicas Augusto Ruschi e Santa Lúcia, o Parque Natural Reserva Municipal São Lourenço, parte da Área de Proteção Ambiental do Goiapaba-Açu e nove Reservas Particulares do Patrimônio Natural. A riqueza natural não se deve apenas a essas àreas, mas à conexão que estabelecem através de fragmentos florestais em terras particulares. 58% das propriedades têm Reserva Legal com vegetação nativa, incluindo nas Áreas de Preservação Permanente. Os pequenos agricultores desmatam desde o início da ocupação, mas paulatinamente, com pressão relativamente branda sobre os sistemas naturais. Em meados do século XX havia risco de devastação maior, impedido pelos esforços conservacionistas de Augusto Ruschi. Atualmente os fragmentos florestais particulares estão em declínio.
Em áreas no alto das bacias hidrográficas, como o Caravaggio, Alto Santo Antônio e Valsugana Velha, há crescente supressão da vegetação nativa, inclusive de Áreas de Preservação Permanente, para expandir a área do setor turístico. Tratores criam platôs nos morros e lagoas nas baixadas. O desmatamento, queimadas e terraplanagem promovem a erosão e assoreamento dos cursos hídricos. As áreas de mata ficam desconexas, interrompendo fluxos gênicos. Como as construções são irregulares, há lançamento de efluentes não tratados. Brejos de altitude e matas ciliares de nascentes e córregos são eliminados, e os cursos hídricos ficam repletos de barro. O abastecimento de água nos municípios vizinhos é ameaçado, e aumenta a fragilidade da bacia do Santa Maria do rio Doce, que sofre com a escassez hídrica na sua porção inferior. O número de denúncias aumentou em 2019, e o tema é relatado na imprensa desde 2020. Há desmatamento semelhante em outros municípios serranos, como Domingos Martins e Marechal Floriano.
O Instituto de Defesa Agropecuária e Florestal do Espírito Santo (Idaf) e a Polícia Militar ambiental já realizaram diversas operações contra o desmatamento e a ocupação irregular. Alguns moradores acusam os órgãos ambientais de dureza com os pequenos agricultores e complacência com os empresários e corretores. O tema levou a momentos tensos numa sessão da Câmara Municipal em junho de 2022. Para alguns empresários, há notícias falsas sobre a condição ambiental das áreas turísticas.

## Demografia

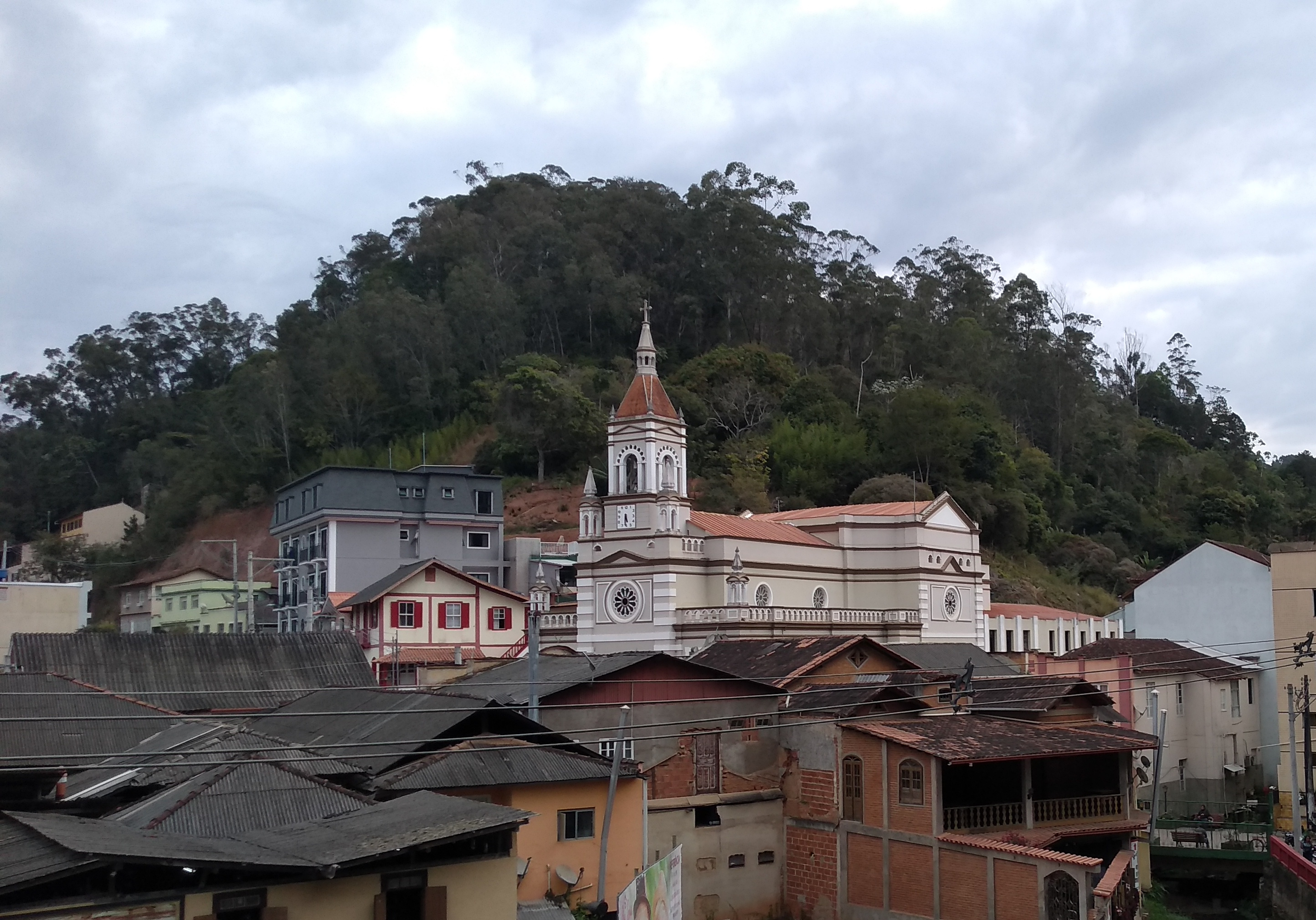
A igreja matriz

A população foi estimada em 22 808 habitantes em 2022, com densidade demográfica de 33,39 habitantes por km². Em 2010 havia 21 823 residentes, dos quais 46% viviam no campo; Em 1996, eram 68%, um perfil agrário, e em 1950, 92,82%. A taxa de fecundidade era de 1,54 filhos/mulher em 2010, inferior às médias capixaba e nacional. A faixa etária de maior população é a dos 30 aos 59 anos. 1.154 habitantes estavam em extrema pobreza, com renda per capita inferior a R$ 89,00 entre 2015 e 2019. O Índice de Desenvolvimento Humano Municipal (IDH-M) era de 0,714 em 2010, o 21º entre os municípios capixabas, sendo considerado médio. Os IDH-M de educação (0,604) e longevidade (0,722) eram também médios, e o de renda (0,834), alto. O índice de Gini era de 0,4964 em 2010. O Índice de Desenvolvimento Sustentável das Cidades - Brasil, que avaliou dez cidades capixabas em 2021, posicionou Santa Teresa como a melhor do Estado e a 40ª melhor do país.
O censo de 2010 registrou na população 66,91% de brancos, 28,7% de pardos e 4,29% de pretos. Descendentes de italianos predominam na população, sendo também relevantes os alemães, mas a necessidade de trabalhadores para colher o café atrai imigrantes de outras regiões, especialmente mineiros. Os imigrantes trouxeram variedades linguísticas da Itália setentrional, conhecidas na população acima de 60 anos como talian. Elas estão em estágio avançado de assimilação linguística, mas influenciam o português falado pelos descendentes. A transição ao português foi rápida, e o italiano não se encontra tão preservado quanto o pomerano em Santa Maria.
Grupos germânicos existem nos distritos de Alto Caldeirão, Alto Santa Maria e Vinte e Cinco de Julho. Os colonos em Vinte e Cinco de Julho eram multiétnicos: alemães, austríacos, pomeranos, suíços, holandeses e belgas. De maioria luterana, tinham no início sua sociedade organizada ao redor do templo-escola. Em Alto Caldeirão pode-se ver uma organização esterotipicamente pomerana da terra, com a diversificação das propriedades e produção de olerícolas, ao contrário, por exemplo, de Tabocas, estereotipicamente italiana, com a predominância do café.
Em 2010 78,04% dos habitantes eram católicos romanos e 18,16% evangélicos, dentre eles 6,62% de luteranos. A religiosidade católica faz parte da identidade cultural desde a chegada dos imigrantes italianos, tendo caráter conservador. A paróquia, ligada à diocese de Colatina, tem Santa Teresa d'Ávila como padroeira e está desde 1901 sob responsabilidade dos frades capuchinhos. A Congregação das Irmãs de Santa Catarina é presença marcante desde 1946. Organizações católicas administram a escola privada, faculdade e hospital.  O luteranismo é representado pela Igreja Evangélica de Confissão Luterana no Brasil e, em menor escala, pela Igreja Evangélica Luterana do Brasil.
O declínio populacional entre 1991 e 2000 exposto no gráfico a seguir se deve à emancipação de São Roque do Canaã.
Evolução demográfica do município de Santa Teresa

## Política e subdivisões

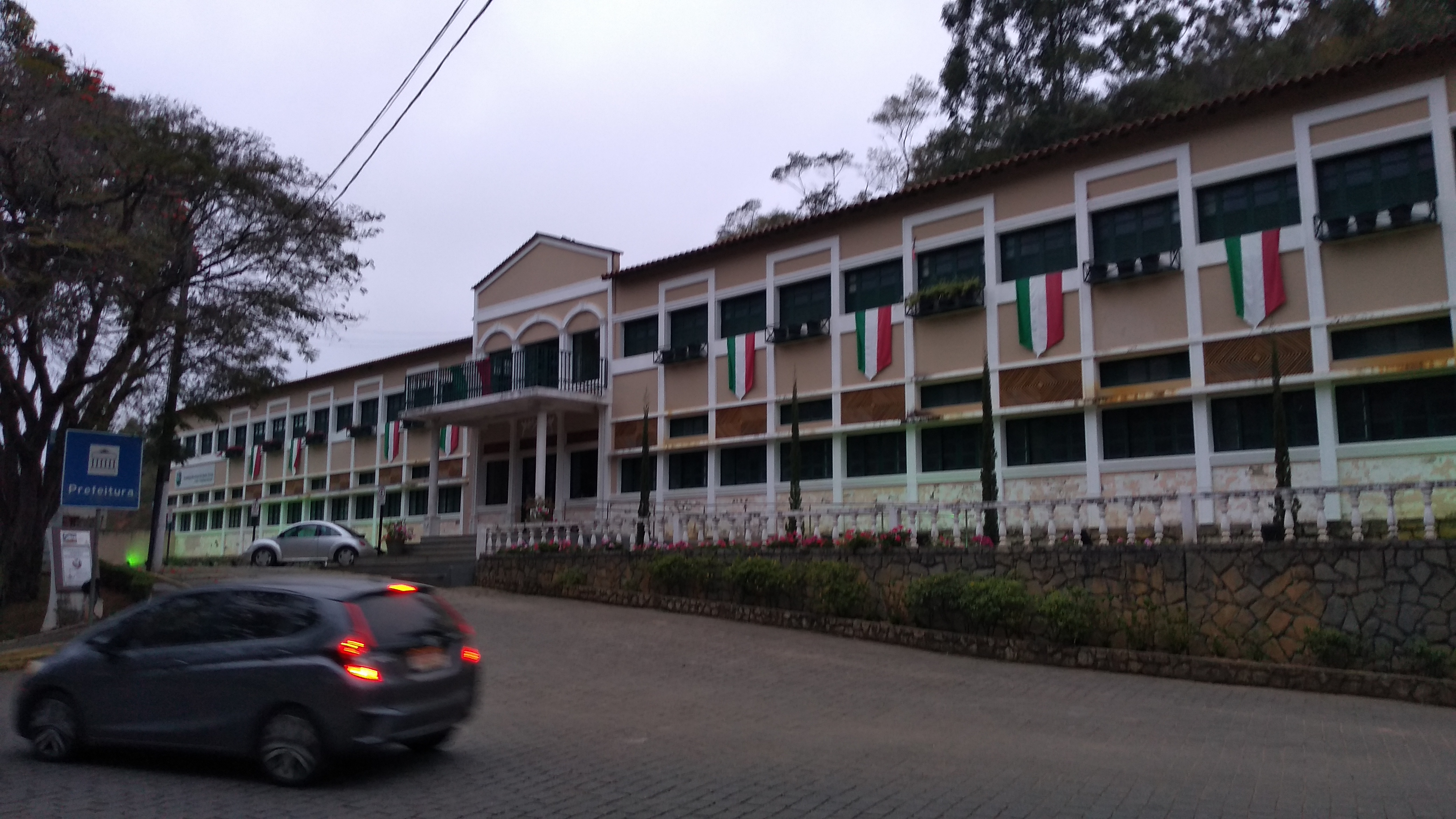
Prédio da Prefeitura e Câmara

O Poder Executivo municipal é exercido pelo prefeito, e o Legislativo, por uma câmara de onze vereadores. As bancadas eleitas para o período de 2020-2024 eram de um vereador do Partido Social Liberal, três do Partido da Social Democracia Brasileira, dois do Partido Socialista Brasileiro, dois do Progressistas, um do Patriota e dois do Movimento Democrático Brasileiro.
O território está dividido em seis distritos: Santa Teresa (sede), Alto Santa Maria, Santo Antônio do Canaã (Patrimônio), São João de Petrópolis (Barracão), Vinte e Cinco de Julho e Alto Caldeirão. Cada distrito tem uma área urbanizada como sede. Eles estão subdivididos em 42 comunidades.

## Economia

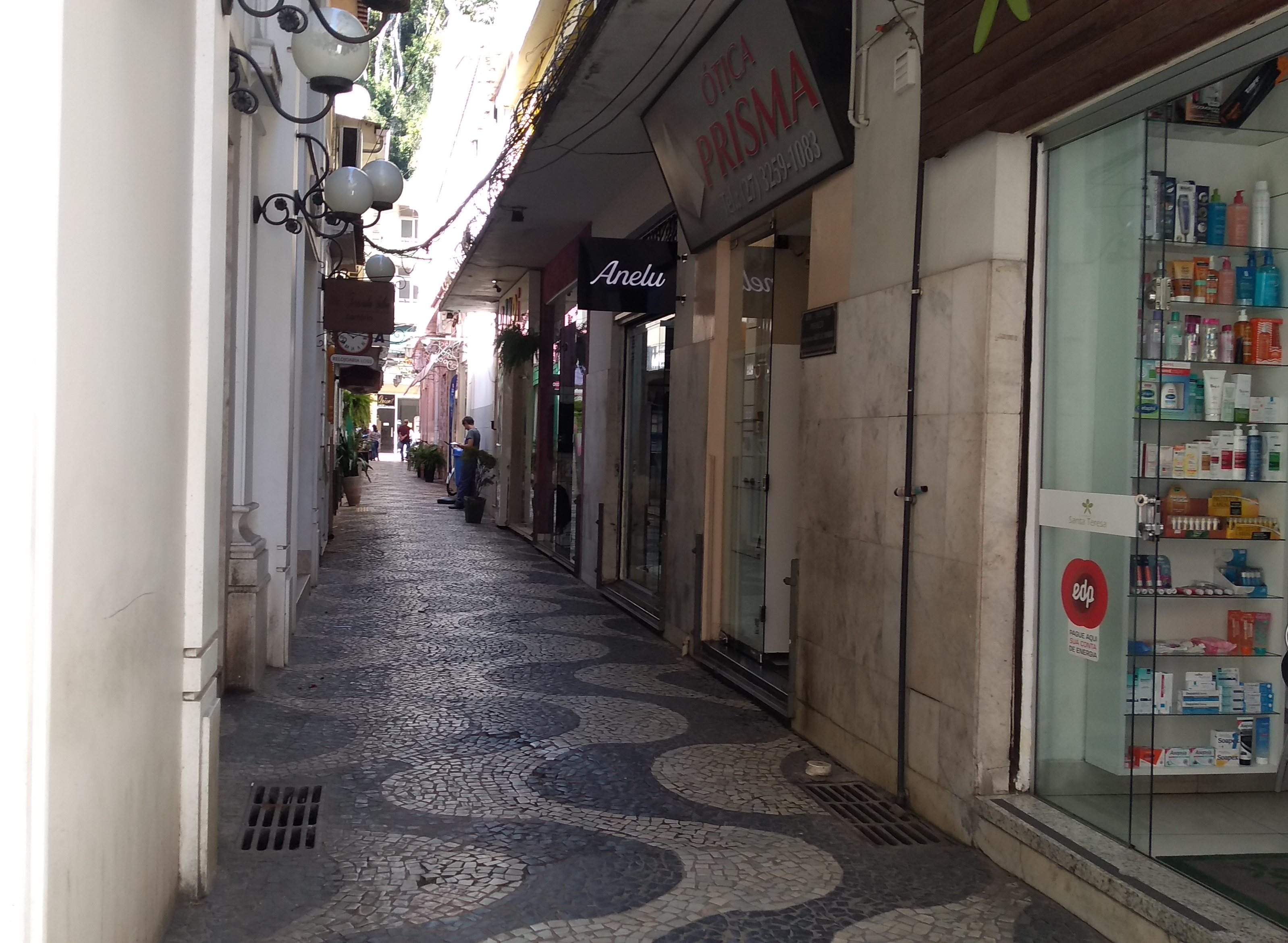
Comércio no centro

O Produto Interno Bruto (PIB) municipal era de R$ 470.392.540,00 em 2019, com PIB per capita de 19.623,23, ocupando a 34ª posição no Estado. Em 2017, a agropecuária contribuía 19,8% do valor adicionado, a indústria 8,3%, a administração, defesa, saúde e educação públicas e seguridade social, 23,2% e os demais serviços, 48,7%.
A indústria era incipiente em 2000. Existem várias agroindústrias, como o processamento da madeira. A produção de eucalipto é usada nas caixas de verduras e legumes na região ou destinada à indústria de celulose em Aracruz.

### Turismo e imóveis

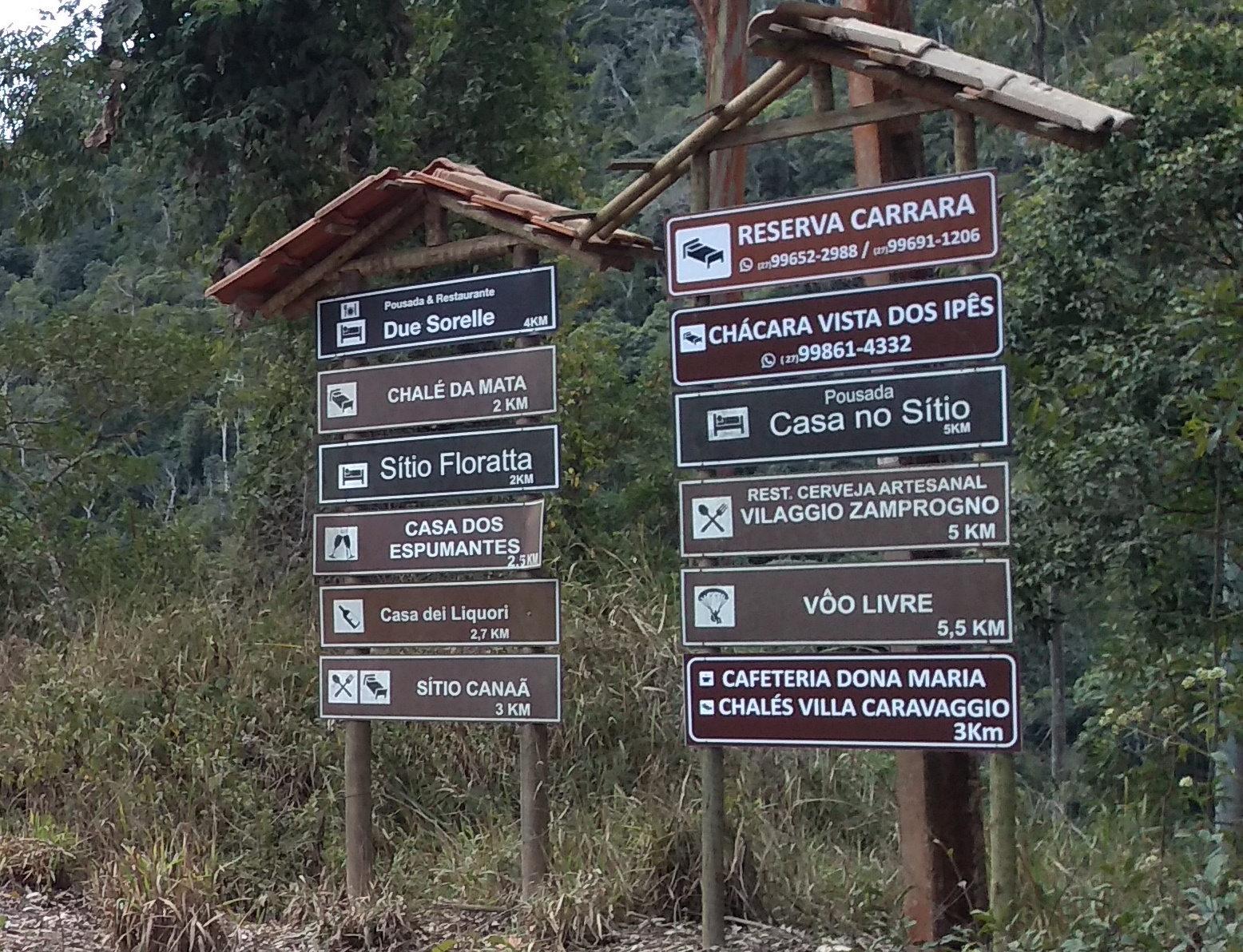
Serviços rurais oferecidos aos turistas

O turismo é atividade econômica importante e fonte de empregos. O município integra a Região dos Imigrantes com Santa Maria de Jetibá, Santa Leopoldina Itarana, Itaguaçu e São Roque. As "Três Santas" (Teresa, Maria e Leopoldina) são conhecidas por seus aspectos naturais (serranos) e humanos (o legado da imigração), podendo unir a ecologia, agroturismo e festividades num "turismo de montanha". São atrativos o clima ameno, a Mata Atlântica preservada, o silêncio, a tradição cultural, incluindo a arquitetura e gastronomia, e a paisagem de montanhas e vales. O acesso por Vitória é rápido, com quase duas horas de viagem.
Os visitantes impulsionam o setor de serviços, como a rede hoteleira, já desenvolvida, mas a infraestrutura turística tem diversas deficiências. O setor é sazonal e compete com outros municípios. O desenvolvimento urbano e turístico geram especulação imobiliária. A procura por lotes nas terras altas é grande. Em algumas áreas as propriedades são fragmentadas em pequenos lotes para os setores imobiliário-turístico e residencial-turístico, com a construção de chalés, chácaras, casas de campo, restaurantes e pousadas, um processo relatado na imprensa desde 2020. Terras agrícolas e mata nativa dão lugar a condomínios de luxo. Propriedades são fracionadas em porções menores que o mínimo legal (três hectares), em tese na forma de condomínios, e desenvolvidas sem aprovação completa do município. Em 2020, o secretário municipal de Agricultura e de Meio Ambiente apontou as construções irregulares como ausentes do planejamento municipal de saneamento, lixo e abastecimento de água e energia.
O turismo valoriza os terrenos no centro histórico e encarece os aluguéis e outros custos na cidade. A área urbana da sede tinha 13 bairros em 2021, tendo expandido bastante a partir do centro histórico. A região central está saturada, e a malha urbana expande em áreas planas nas extremidades, como nos bairros da Penha e São Lourenço. Existem muitas áreas irregulares, como na Penha. Desenvolvido aceleradamente às margens da ES-261, na direção de Vitória, o bairro só foi designado como área urbana em 2012.

### Agropecuária
O setor agropecuário é o mais importante na geração de renda e emprego, como em toda a região central serrana. A produção é altamente diversificada, aproveitando a diversidade climática, e marcada pela topografia acidentada, com uso intensivo de fertilizantes e microtratores. Em 2017 havia 12.433 ha de lavouras permanentes, 1.200 de lavouras temporárias, 7.160 de pastagens e 1.700 de florestas plantadas. 5.754 ha eram irrigados.
Na microrregião a agricultura familiar correspondia em 2006  a 84,6% dos estabelecimentos, 60% da área cultivada, 45,7% da produção e 72% da mão-de-obra. Ao contrário das demais, ela tem menor produtividade da terra do que o segmento não familiar. A predominância das propriedades familiares de menos de 50 hectares é típica da região serrana e tem origem na colonização. Os vales foram "fatiados" pelos agrimensores em lotes retangulares, do rio até o cume, e nos vales menores, de um cume a outro. Negociações entre os agricultores mudaram o traçado, mas ele ainda é visível. As estradas eram paralelas aos rios, e as casas construídas perto. O desmatamento era de baixo para cima, conservando o topo dos morros.
A cafeicultura correspondia a 86,9% das áreas de lavouras permanentes em 2017, produzindo 6.221 toneladas de conilon e 2.223 de arábica. O conilon tende a suplantar o arábica. Em segundo lugar em área está a banana, com 672 ha, seguida da videira, cacau, laranja e pimenta-do-reino, todos com menos de 100 ha. A produção vinícola é a maior do Estado, com ligação ao turismo e crescimento substancial na década de 2010. A região vitivinícola de destaque é o Vale do Tabocas, onde são produzidas uvas finas. A produção comercial da goiaba no Espírito Santo começou no município nos anos 90, mas atualmente sofre com os insetos-praga. A cultura da oliveira foi introduzida pelo Instituto Capixaba de Pesquisa, Assistência Técnica e Extensão Rural (Incaper), produzindo comercialmente o primeiro azeite do Espírito Santo em 2022.
As lavouras temporárias são de milho e, em menor área, feijão, tomate, cana-de-açúcar e mandioca. Feijão e milho já ocuparam áreas maiores, mas com a escassez de água e mão-de obra, atualmente têm função de subsistência. O tomate é a principal olerícula do município, atingindo alto nível tecnológico. Várzea Alegre é o distrito com a maior produção de tomate no Estado.
A silvicultura, na forma do eucalipto, foi introduzida em 1982 e é a segunda atividade de maior área do município, ocupando 9,7% do território em 2012-2014, além de gerar muitos empregos. É aproveitada pelas agroindústrias e ajuda a impedir a derrubada das árvores nativas. A pecuária é mista e considerada de baixa produtividade e importância secundária. A bovinocultura é a principal produção animal, com um rebanho de corte de 1.167 animais e de leite de 5.665. Houve, porém, um crescimento de mais de 400% na produção de ovos de 2006 a 2017, ultrapassando as seis milhões de dúzias.

Culturas no município
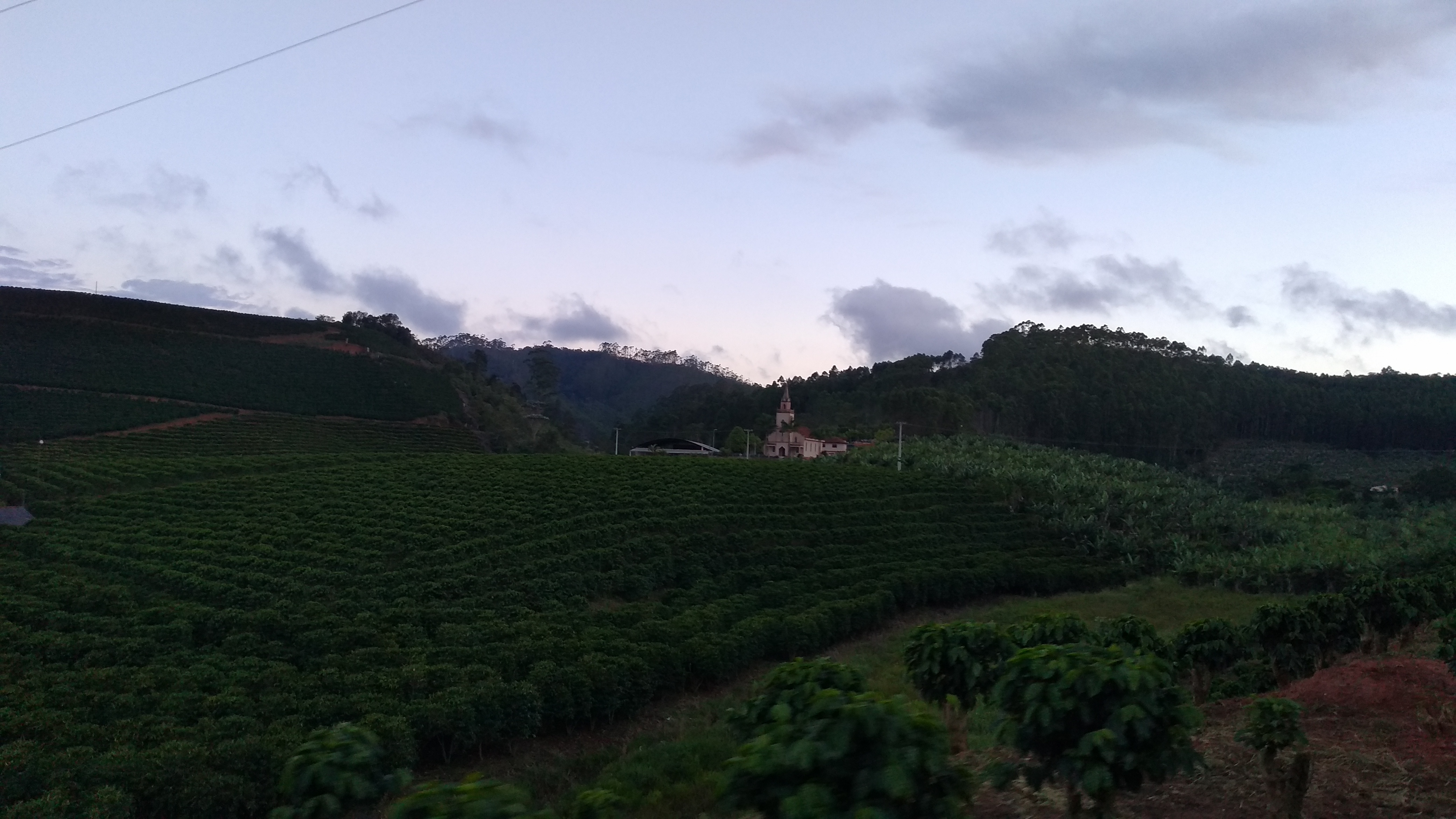
Café e banana na Serra dos Pregos
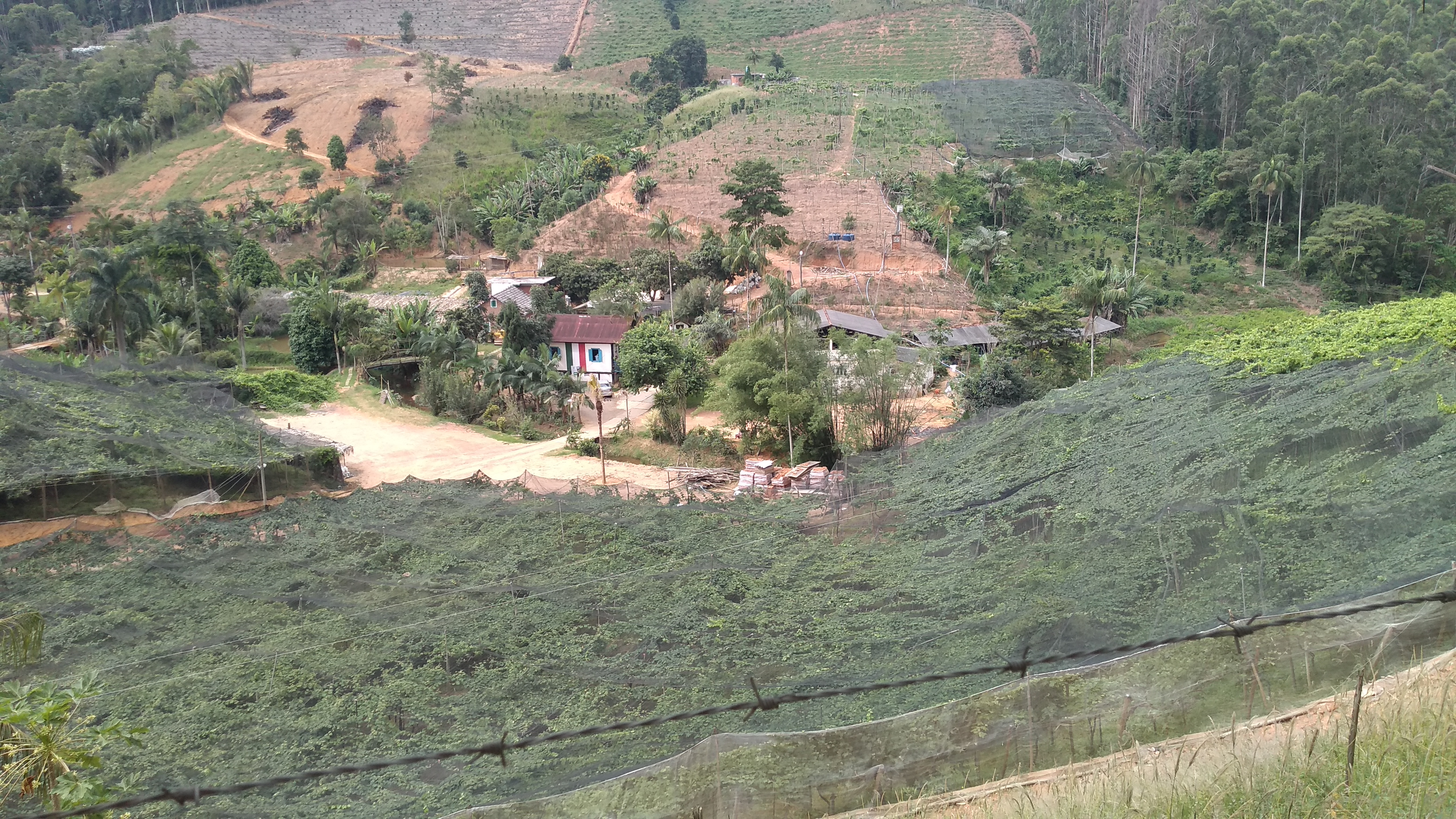
Vinhedo em São Lourenço
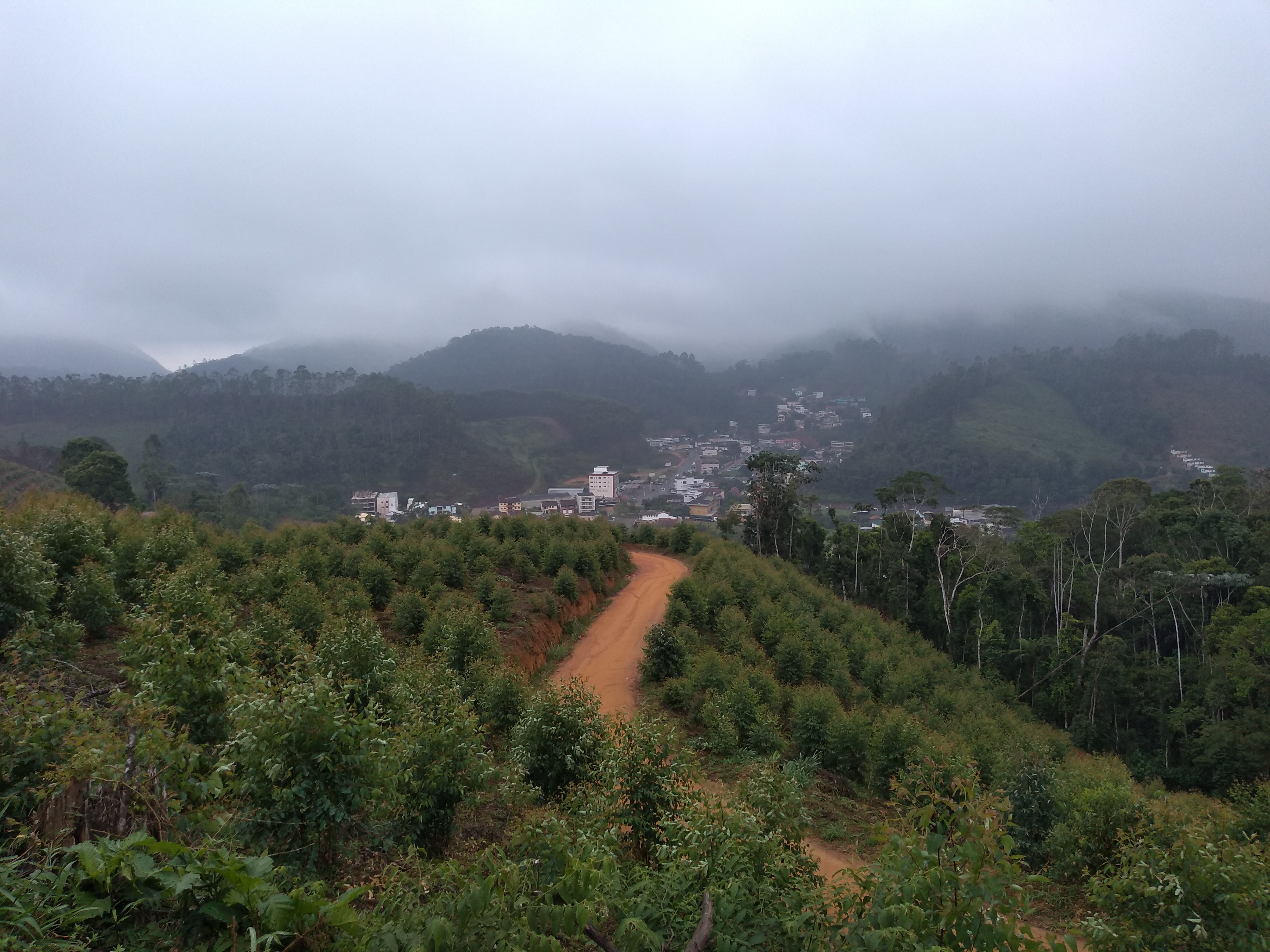
Eucalipto na sede
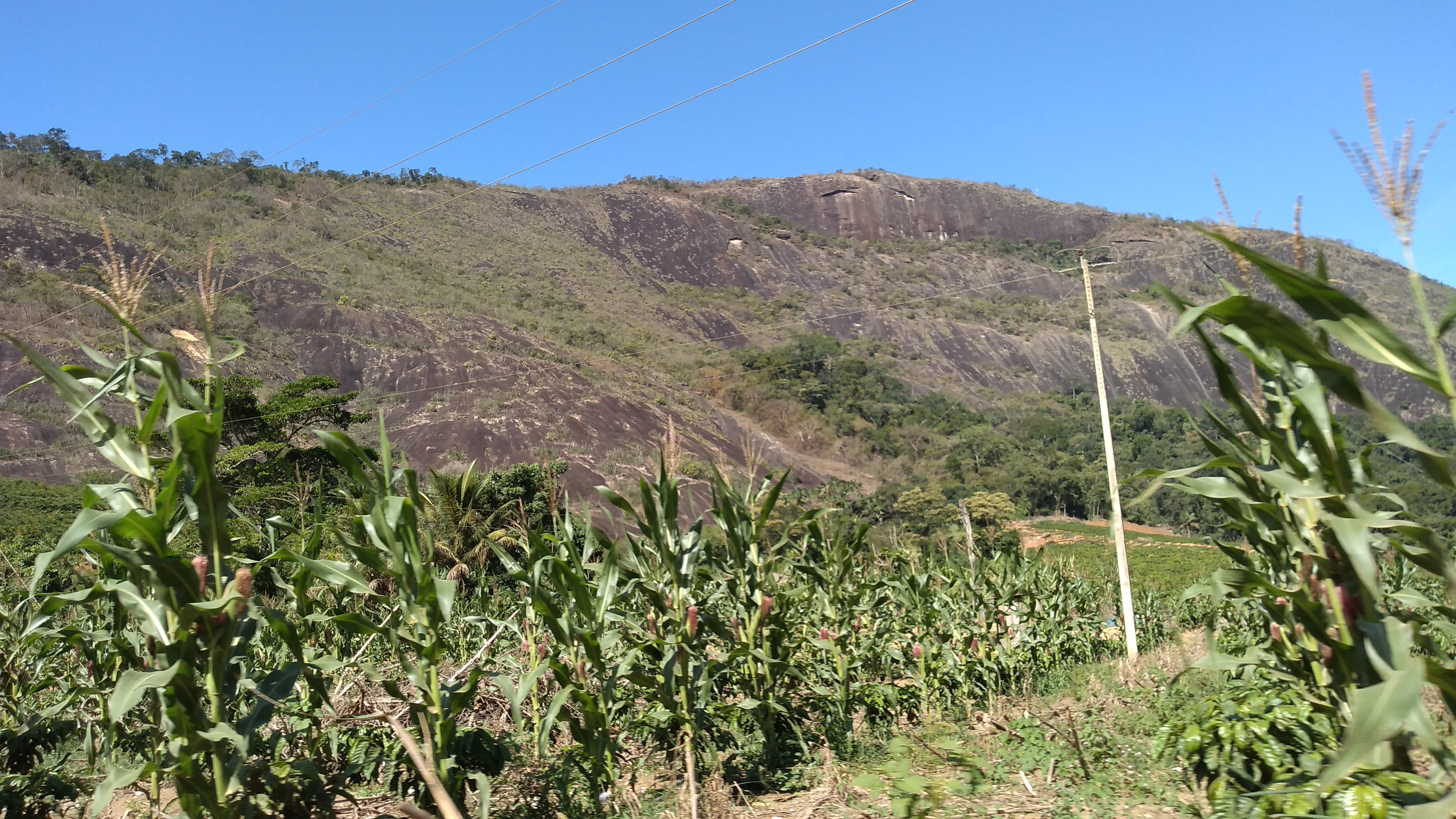
Milho na baixada
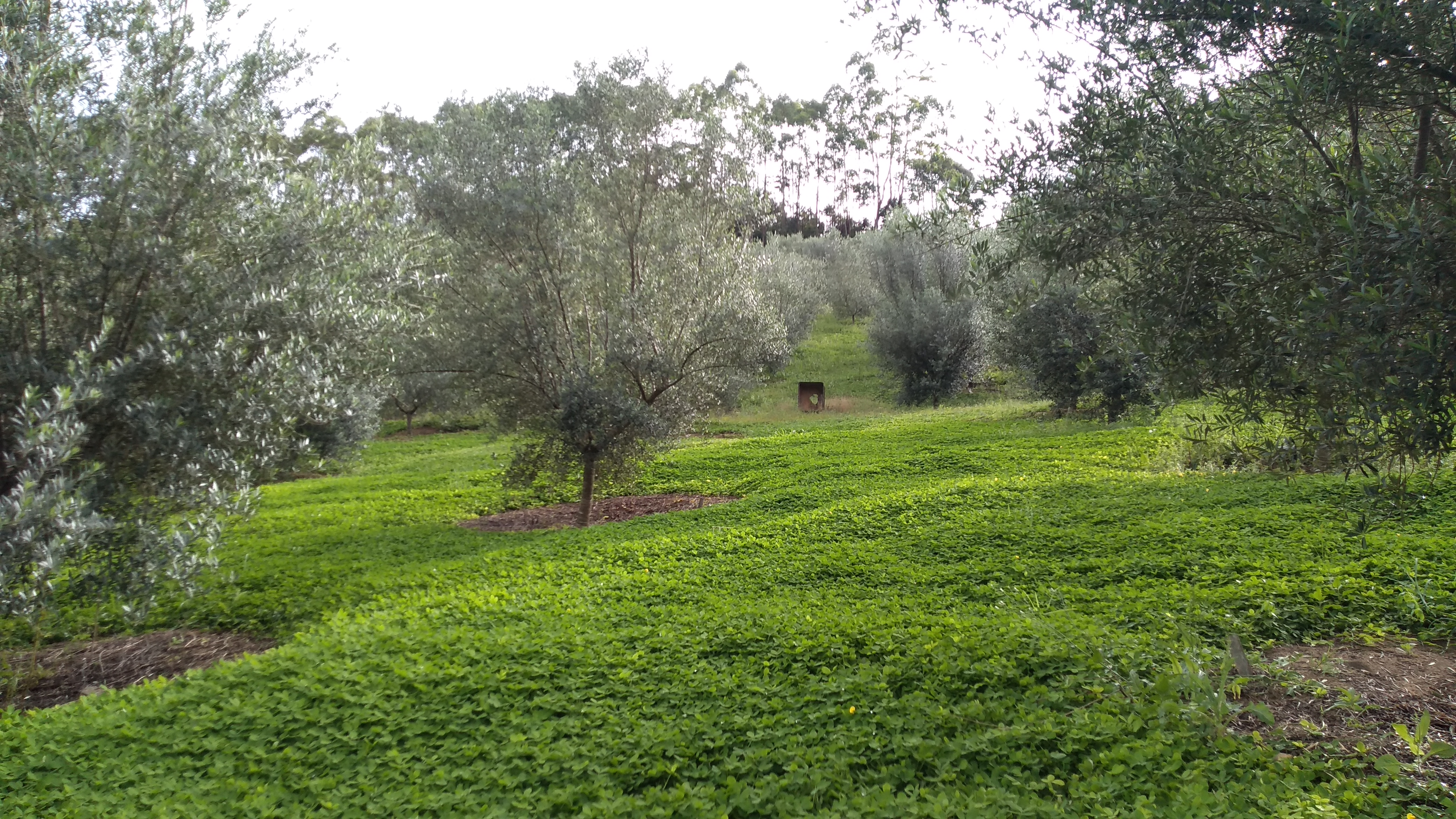
Oliveiras

## Infraestrutura

### Saúde

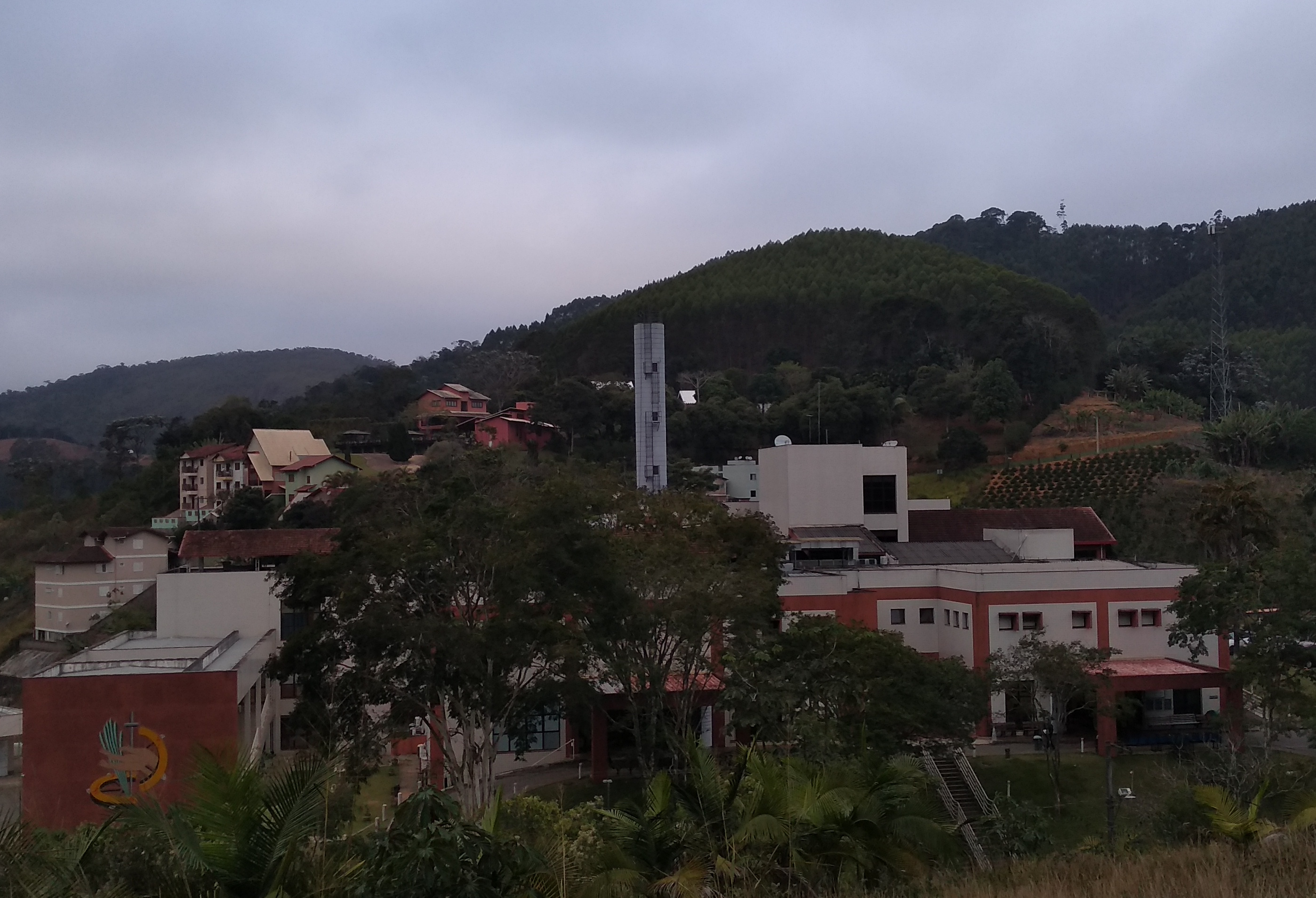
Hospital Madre Regina Protmann

Em 2009 havia 13 estabelecimentos de saúde no município, sete públicos e seis privados, entre eles um único hospital, o Madre Regina Protmann. Operado desde 1964 pela associação filantrópica Rede Santa Catarina, é o maior da região serrana e atende à população de sete municípios vizinhos, num total de 165 mil habitantes. Os números de leitos por mil habitantes (7,84) e médicos por mil habitantes (5,73) em 2015 eram superiores às médias capixaba e nacional, assim como a expectativa de vida ao nascer em 2010, de 75,04 anos. A mortalidade infantil em 2015, de 11,21 a cada 1.000 nascidos vivos, era superior à média capixaba e inferior à nacional.
A incidência da dengue foi de 18 casos por 100 mil habitantes em 2010-2012, com um aumento em 2016 devido às condições climáticas. O município faz parte da área endêmica da malária, com quatro a nove casos anuais e nenhum óbito em 2014-2016. No mesmo período, houve apenas um caso de leptospirose. Nos postos de saúde de quatro distritos da baixada, o maior número de diagnoses é de verminoses. As outras doenças são também típicas de áreas rurais e causadas por deficiências de higiene e saneamento básico. A intoxicação exógena está em sexto lugar, com 24 casos em 2006-2010, especialmente devido à elevada aplicação de agrotóxicos na cultura do tomate em Várzea Alegre e Santo Antônio. O conhecimento sobre os riscos à saúde dos agrotóxicos foi avaliado como deficiente entre os jovens rurais no Valão de São Lourenço (fora da baixada) em 2003.

### Educação

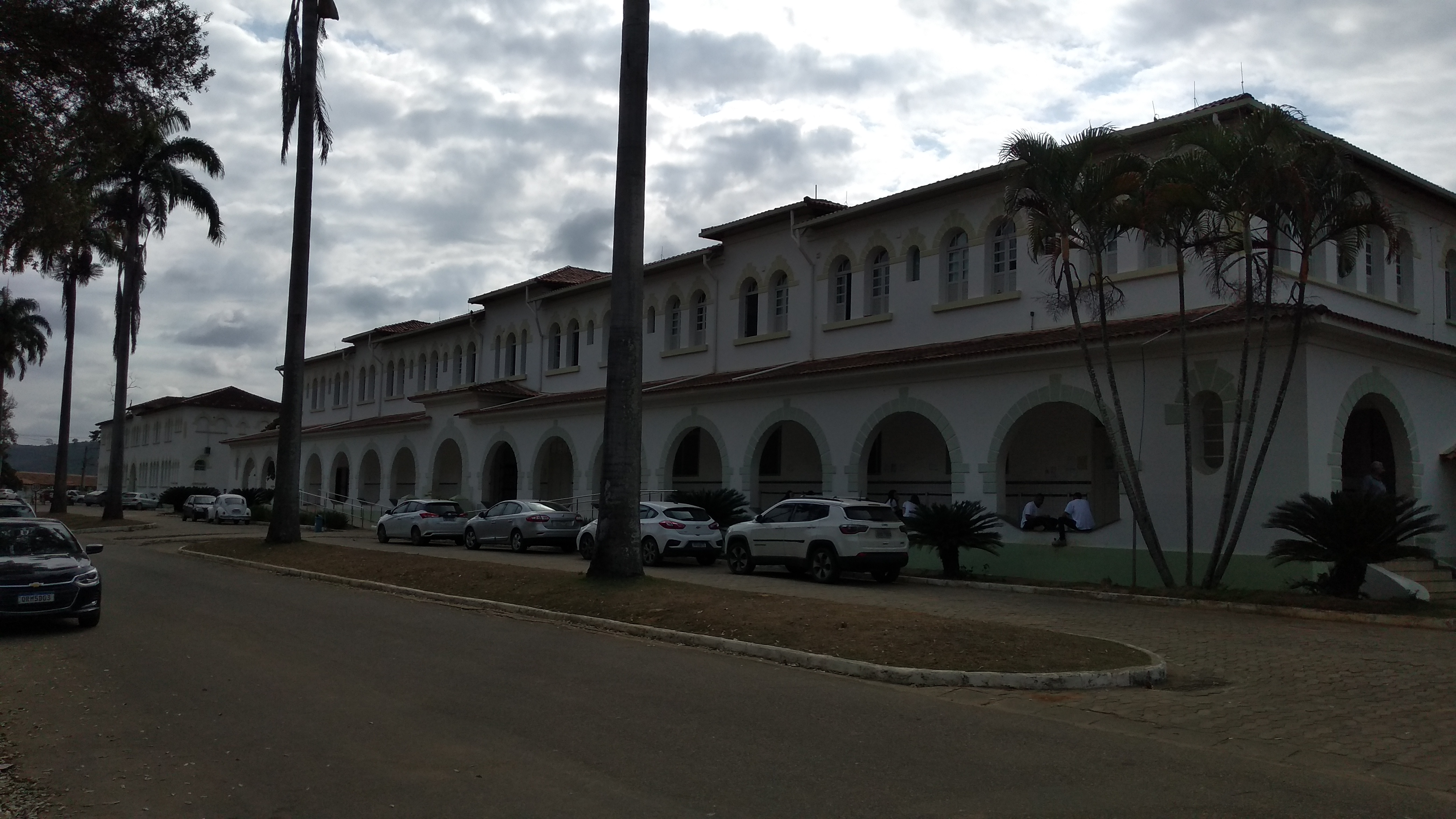
Campus do IFES em São João de Petrópolis

Em 2010 12,14% da população acima de 25 anos tinha ensino fundamental incompleto ou era analfabeta, 38,85% tinham ensino fundamental completo e médio incompleto, 25,52%, médio completo e superior incompleto e 8,06%, superior completo. A maior incidência do analfabetismo está na população acima de 60 anos de idade. O analfabetismo funcional foi estimado em 31% da população em 2010. O ensino é oferecido por 29 instituições nas esferas federal, estadual, municipal e privada. Em 2012 havia 833 alunos matriculados em três instituições de ensino superior no município.
O campus de Santa Teresa do Instituto Federal do Espírito Santo já teve cursos agrícolas, atualmente na forma do Curso Técnico em Agropecuária, conceituados entre as famílias de pequenos produtores rurais na região. Em 2011 já havia um declínio na demanda pelo curso devido à perda de interesse da juventude na permanência no campo, a falta de projetos de extensão rural, a rejeição ao internato e dificuldades de transporte. O campus também oferece outros cursos de nível técnico e, desde 2010, superior. O currículo do curso de Agropecuária, inicialmente de cunho modernizante e produtivista, passou a abordar as temáticas ambientais nos anos 90.

### Segurança e presença militar

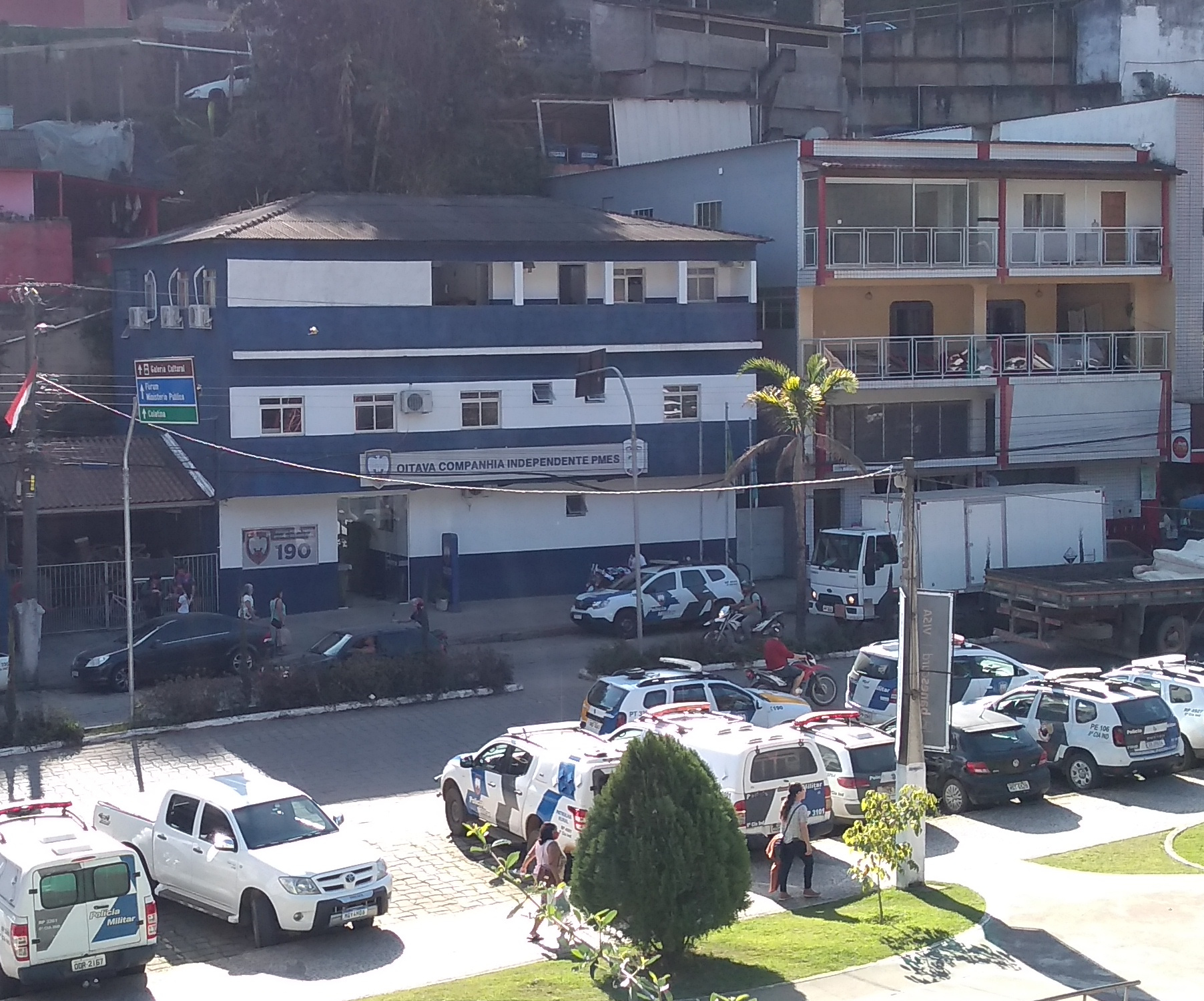
Delegacia da Polícia Militar

A Polícia Militar do Espírito Santo sedia na cidade a 8ª Companhia Independente, fundada em 2002. Ela também é responsável por São Roque do Canaã, Santa Maria de Jetibá, Itarana, Itaguaçu e Santa Leopoldina. A Polícia Civil, por sua vez, sedia a 12ª Delegacia Regional, também abrangendo esses municípios. Em 2011, a taxa de homicídios por 100.000 habitantes era de 9,126, ocupando a 58ª posição entre os municípios, enquanto o "Índice de Propensão à Criminalidade", calculado pela urbanização, população não economicamente ativa, pobreza e analfabetismo, estava em penúltimo lugar em todo o Estado. Há baixa criminalidade típica do interior capixaba. Em 2021, ocorreram dois homicídios. Como na região serrana em geral, o município tem reputação pela baixa taxa desse crime, mas em 2020 havia queixas crescentes com furtos em residências e furtos e roubos de veículos.
O município abriga a única unidade da Força Aérea Brasileira no Espírito Santo, o Destacamento de Controle do Espaço Aéreo (DTCEA) Santa Teresa. Ele é responsável pela vigilância de radar e telecomunicações do tráfego aéreo numa área de 600 mil km2, correspondendo ao Espírito Santo e parte dos três estados vizinhos e do Oceano Atlântico.

### Habitação e serviços

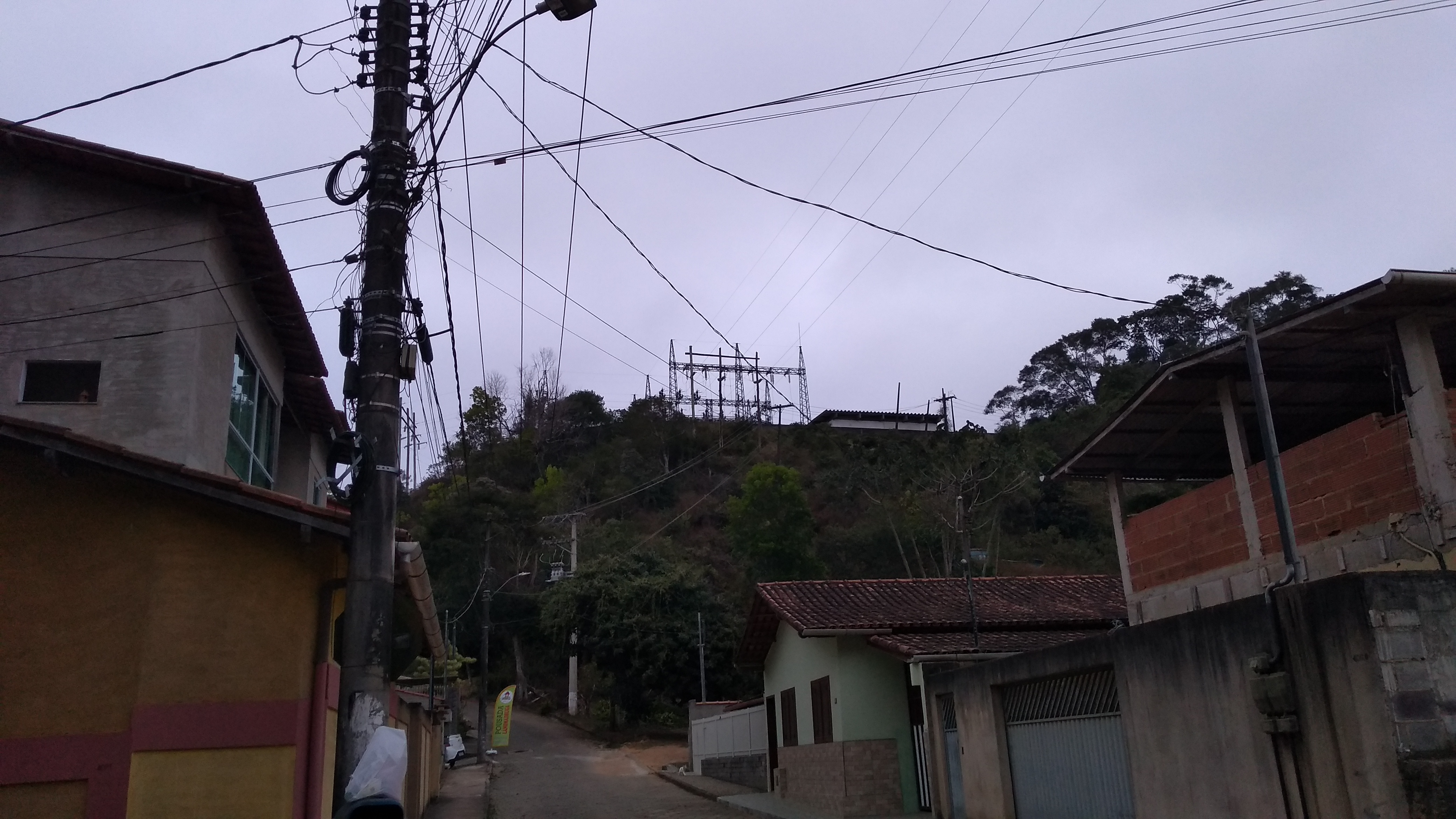
Rede elétrica

Em 2010 havia 6.914 domicílios particulares permanentes, dos quais 4.441 eram próprios, 1.316 cedidos e 1.141 alugados. 6.482 eram casas, e 417, apartamentos. 5.843 tinham coleta de lixo. A energia elétrica é distribuída pela EDP Brasil, alcançando 99,87% dos domicílios em 2010. Há telefonia fixa e móvel (Vivo, Oi, Tim e Claro), Internet banda larga e duas emissoras de rádio.
O abastecimento de água e fornecimento de esgoto cabem à Companhia Espírito Santense de Saneamento (Cesan). 3.674 domicílios recebiam água da rede geral em 2010, com outros 2.663 usando poço ou nascente na propriedade e 562, poço ou nascente de fora. 3.430 domicílios estavam conectados à rede de esgoto ou pluvial e 446 descartavam o esgoto no rio, com os demais usando fossas ou valas. 85,95% dos domicílios urbanos tinham esgotamento adequado, contra apenas 27,21% dos rurais. O saneamento básico foi implementado de 2002 a 2003. Antes disso, 90% das residências despejavam o esgoto diretamente nos rios, e o Timbuí tinha péssima qualidade da água. O saneamento foi adotado em grande escala no São Lourenço, mas permaneceu limitado no São Pedro.

### Transportes

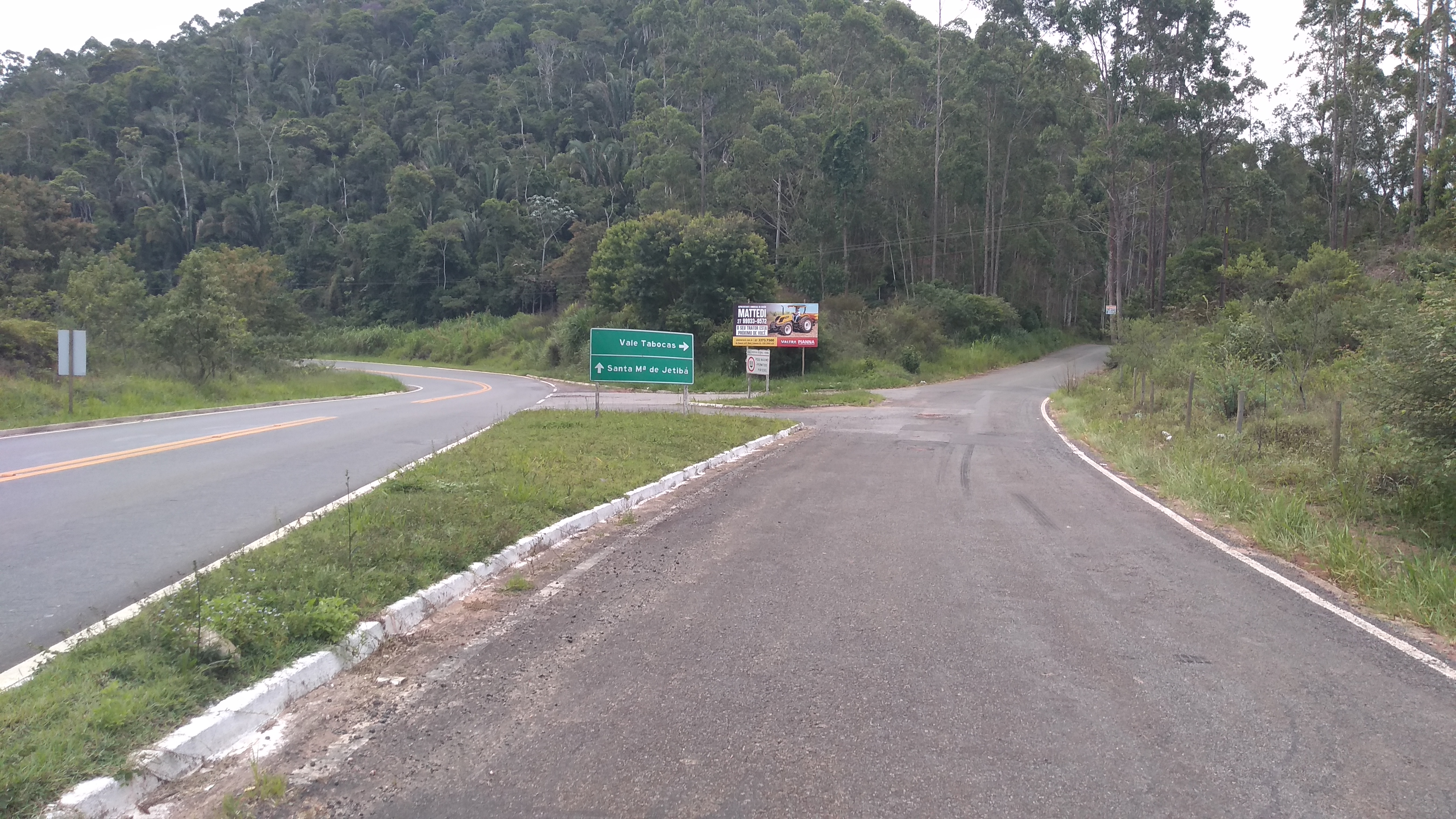
Bifurcação da ES-261 para a estrada municipal a Tabocas

Há transporte rodoviário, mas não fluvial ou ferroviário. As vias de acesso aos municípios vizinhos são boas, embora existam dificuldades na época das chuvas, especialmente nas estradas vicinais. Três polos — Serra, Aracruz e Colatina — estão a uma distância média de 60 km, facilitando o acesso às comodidades das grandes cidades. Há um heliponto na zona rural, e já houve um aeroporto no passado.
A sede é cortada pelas rodovias ES-080 e ES-261. A ES-080 segue a São Roque do Canaã (norte) e Santa Leopoldina (sul). A ES-261, a Itarana (oeste) e Fundão (leste). A ES-261 bifurca ao sul com a ES-355 e ES-368, ambas rumo a Santa Maria de Jetibá, com a primeira estando perto do povoado de Alto Caldeirão. À altura de Santo Antônio e São João de Petrópolis, na direção norte, a ES-080 conecta com a ES-260, rumo a Itaguaçu (noroeste), e ES-452, rumo a Várzea Alegre (sudoeste). Estradas municipais conectam Várzea Alegre à ES-260 e ES-261. Há uma extensão planejada da ES-260 a leste, conectando Santo Antônio a Ibiraçu/João Neiva.
Em 2021 a população tinha uma frota de 17.135 veículos motorizados, com crescimento contínuo desde o início dos dados em 2006. Muitos caminhões atravessam as ruas centrais todos os dias, criando problemas de trânsito e qualidade turística. Já foram propostas estradas de contorno e a restrição de veículos no centro. Em 2015, a proposta de demolir um casarão no centro para desafogar o trânsito recebeu críticas.

## Cultura
A identidade ítalo-teresense está fundamentada num senso de continuidade com os pioneiros, vistos muito positivamente. As associações étnicas e os poderes públicos reafirmam o passado e a "italianidade". Tais pioneiros são lembrados como tendo galgado, com muito sofrimento, uma terra prometida. Desde o início, elementos italianos foram usados pelos colonos para demarcar o território. Apesar da integração à vida brasileira, no presente há um esforço para manter uma identidade distinta. Ao mesmo tempo, há a exploração turística dos remanescentes da história.

### Literatura

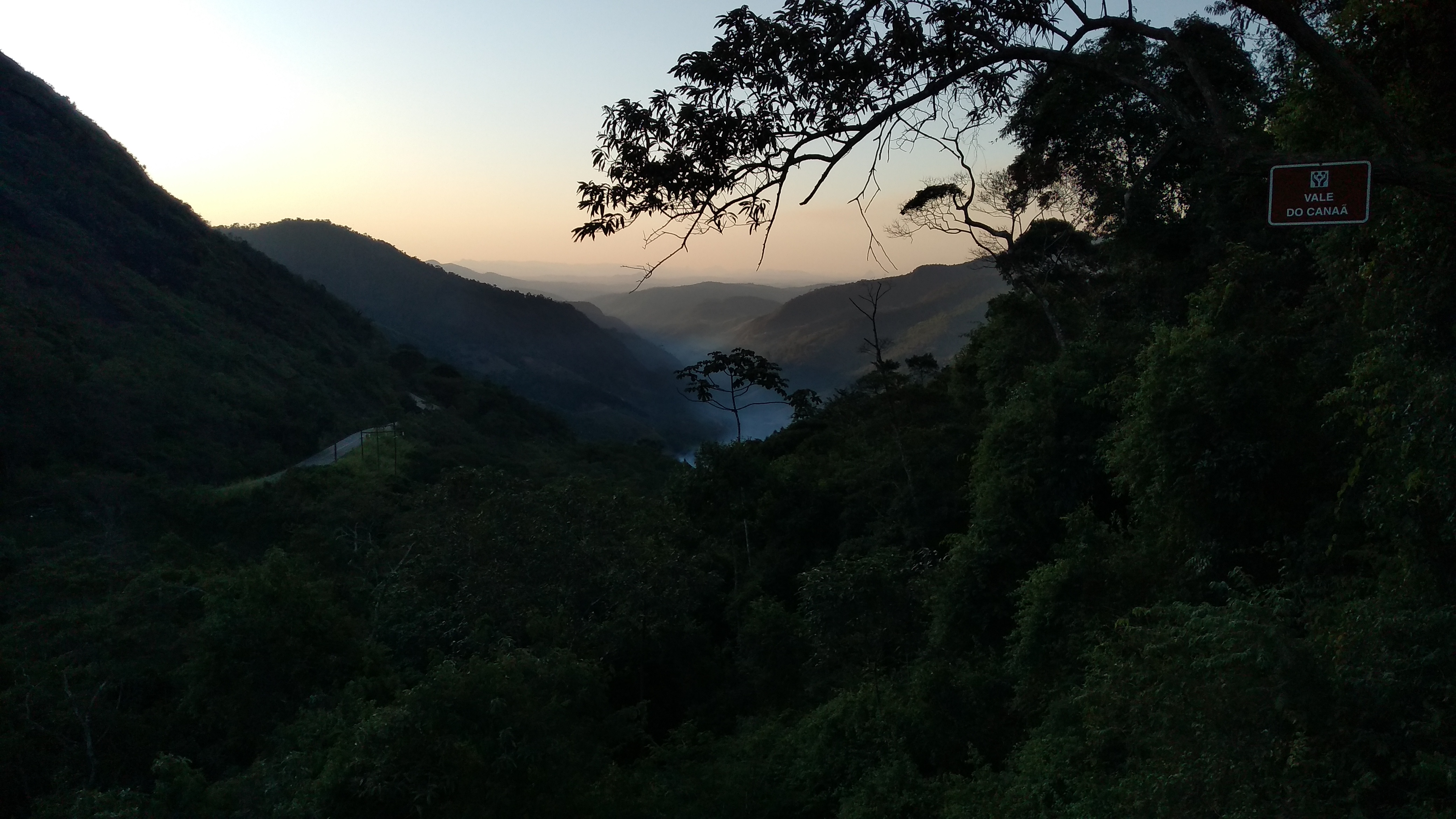
Vale do Canaã

O romance "Canaã" (1902), de Graça Aranha, cita doze vezes a cidade e deu o nome do atual "Vale do Canaã", de Santa Teresa ao rio Doce, apresentado pelo autor como uma terra prometida. O "Canaã" não é o centro da trama, mas é o objeto de seus discursos. A sociedade teresense é apresentada como primitiva e idílica, sendo os lavradores e artesãos donos de seus próprios meios de sobrevivência. O romance "Karina", dos anos 60, também é ambientado na colonização do vale do Canaã, mas representa o discurso dos descendentes de italianos - no caso, a escritora teresense Virgínia Tamanini. Ele aborda o sofrimento e as emoções dos imigrantes à medida que aceitam sua nova terra, e a diversidade étnica na frente pioneira.

### Eventos

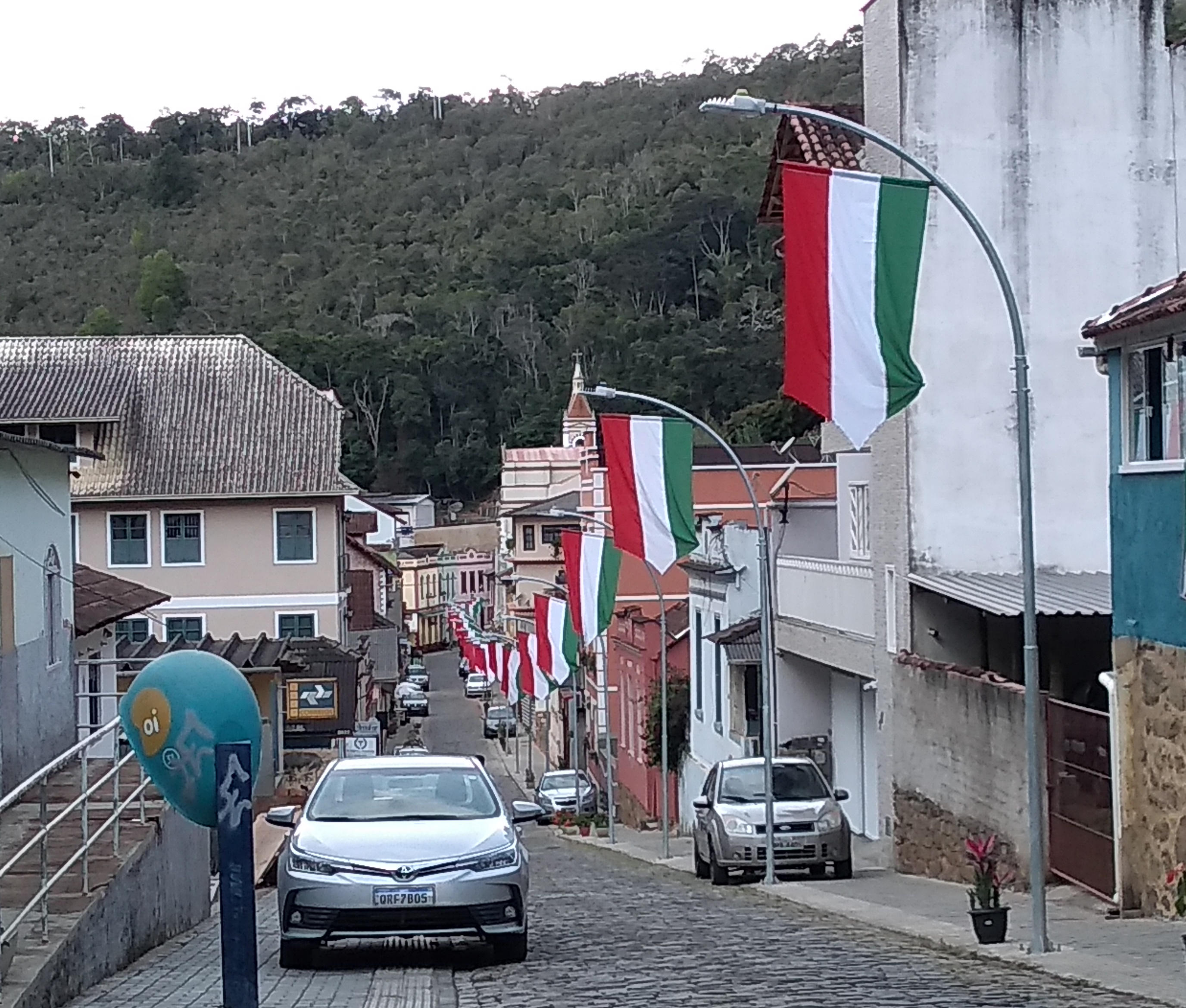
Bandeiras italianas na rua

Anualmente as ruas são decoradas com a bandeira da Itália para a Festa do Imigrante Italiano, uma expressão da identidade étnica, mas os participantes não são apenas os descendentes de italianos. Seu ápice é a "Carretela del Vin", desfile carnavalesco com uma "narrativa alegórica da conquista e manutenção da ordem atual", acompanhado (no passado) da distribuição de vinho. A Carretela já chegou a atrair 20 ou 50 mil visitantes. Desde 2016, organizadores descrevem o evento como tendo sido descaracterizado ao longo dos anos.
Entre as festas religiosas mais populares estão as dos Reis Magos, Santo Antônio, São João Batista e Nossa Senhora Aparecida. São eventos de interesse turístico, além da Festa do Imigrante Italiano, o Carnaval de Marchinhas, Santa Teresa Jazz & Bossa, Festival do Vinho e da Uva, Santa Teresa Gourmet, Feira Café com Leite, Festival das Flores, Encantos de Natal, Caminhada do Imigrante, Festival de Cinema de Santa Teresa (Fecsta) e outros. Alguns músicos do exterior comparecem ao "Santa Jazz". Em 2013 o governo estadual reconheceu o município como a capital estadual do Jazz e Blues.

### Arquitetura

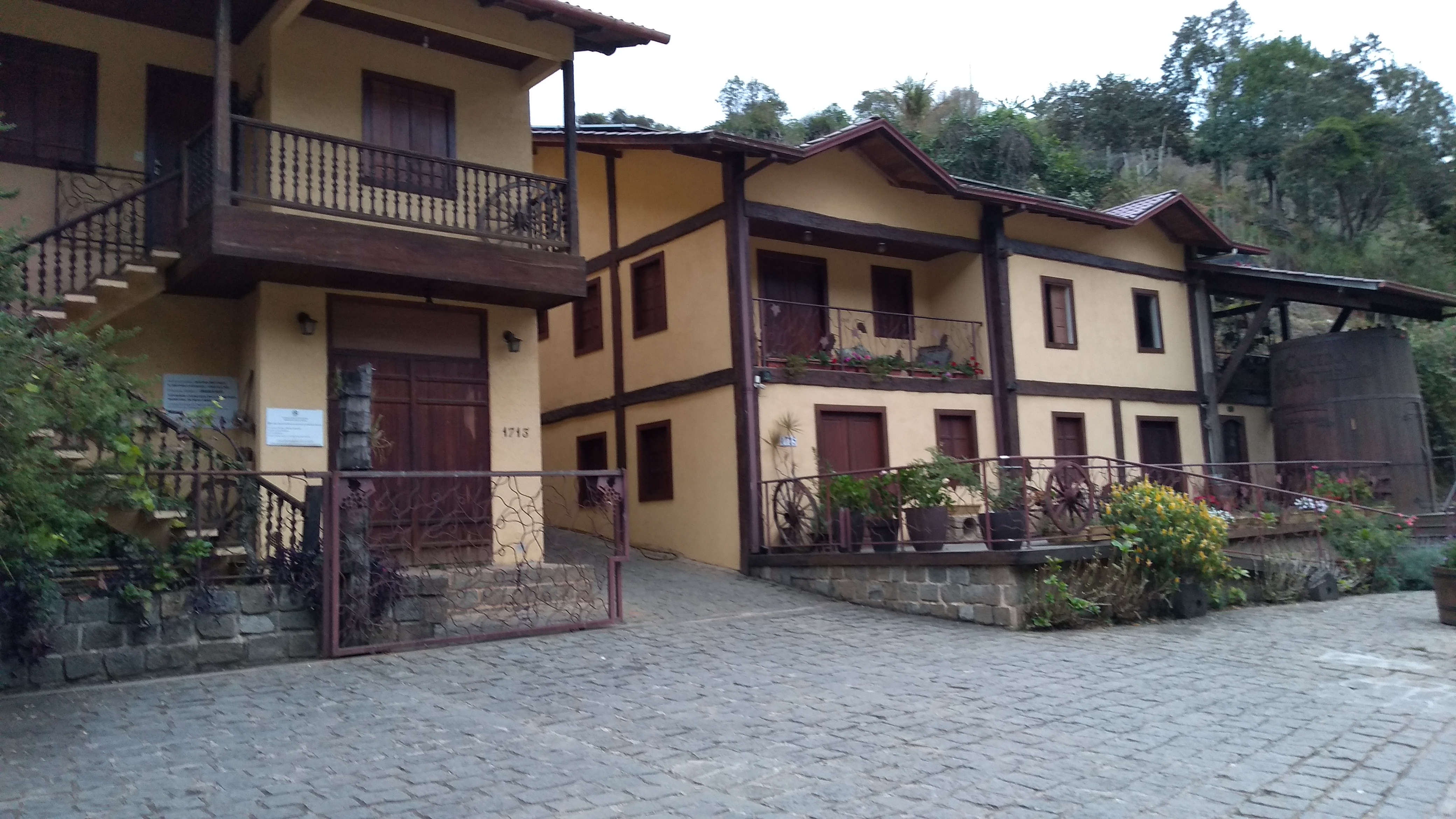
Arquitetura no início do Circuito Caravaggio

O traçado urbano e a arquitetura das casas mais antigas são semelhantes aos da Itália, ainda que com materiais e métodos diferentes. O centro tem a igreja em posição de destaque e ruas estreitas com casarões de dois andares próximos uns dos outros. Por coincidência, a cidade encaixada entre as montanhas é semelhante a algumas comunidades de montanha na Itália. Os casarios antigos, tanto na cidade quanto no campo, são marcas identitárias. A igreja matriz, em estilo neogótico, tem relevância histórica.
O centro histórico, incluindo áreas de entorno, foi tombado em 2019, submetendo as intervenções nos imóveis ao Conselho Estadual de Cultura de forma a evitar a descaracterização do patrimônio arquitetônico. O tombamento divide a opinião popular e houve uma passeata contrária; numa audiência na Câmara, os opositores eram majoritários. Eles criticam a inclusão de imóveis não históricos e apontam a burocracia estadual como um empecilho ao empreendedorismo e incapaz de preservar de fato o patrimônio, defendendo alternativas como o tombamento individual e o Plano Diretor Municipal, que já pode ser mecanismo de conservação. Uma ação judicial da prefeitura paralisou o processo em 2020.
A Casa Lambert, marco da imigração, foi tombada como patrimônio histórico e cultural e, em 2010, restaurada e transformada em museu. No Caravaggio, as novas construções e a modificação das antigas buscam emular a rusticidade da fase primitiva da arquitetura imigrante, representada pela casa Lambert.

### Pontos turísticos

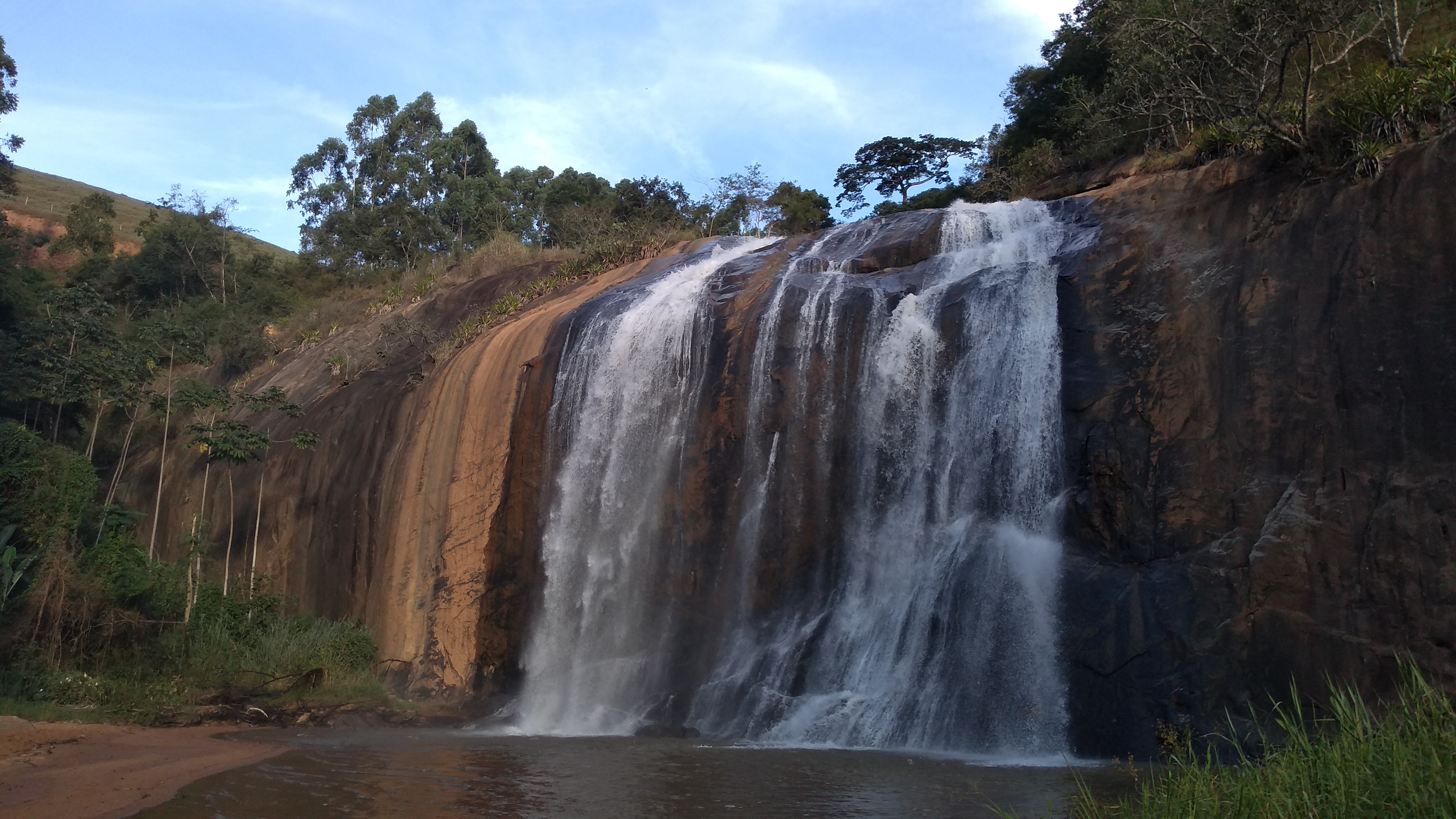
Cachoeira do Zanotti

O município tem atrativos naturais, como vales (Canaã, Tabocas), o Parque Natural Municipal de São Lourenço, a Reserva Biológica Augusto Ruschi e cachoeiras em áreas de lazer ou de mata (Santa Lúcia, São José, Caldeirão, Country Club); científicos, como o MBML; e culturais e arquitetônicos, como a Praça Augusto Ruschi, Casa Lambert, Residência Augusto Ruschi e Museu da Cultura e Imigração Italiana. A Rua do Lazer é a atração principal, ou uma das principais.
Existem dois circuitos turísticos, o Caravaggio e o Colibri, com outros em organização em 2020. O Circuito Caravaggio, localizado às margens da ES-261, entre o centro e as comunidades de Vargem Alta, Nova Valsugana e Serra dos Pregos, foi instalado em 2008. Oferece a Mata Atlântica, lagoas, cachoeiras (como a do Country Club), arquitetura, artesanato, vinho e comidas típicas. De sua rampa de voo livre, a mais de 900 m de altura, há uma vista panorâmica até Colatina. O circuito propõe-se a oferecer o passado genuíno do local, mas passa por intensa transformação, oferecendo uma paisagem mais atrativa aos turistas e não a mais condizente com o passado. Suas terras são muito valorizadas e passam por intenso desenvolvimento imobiliário e desmatamento.

### Culinária

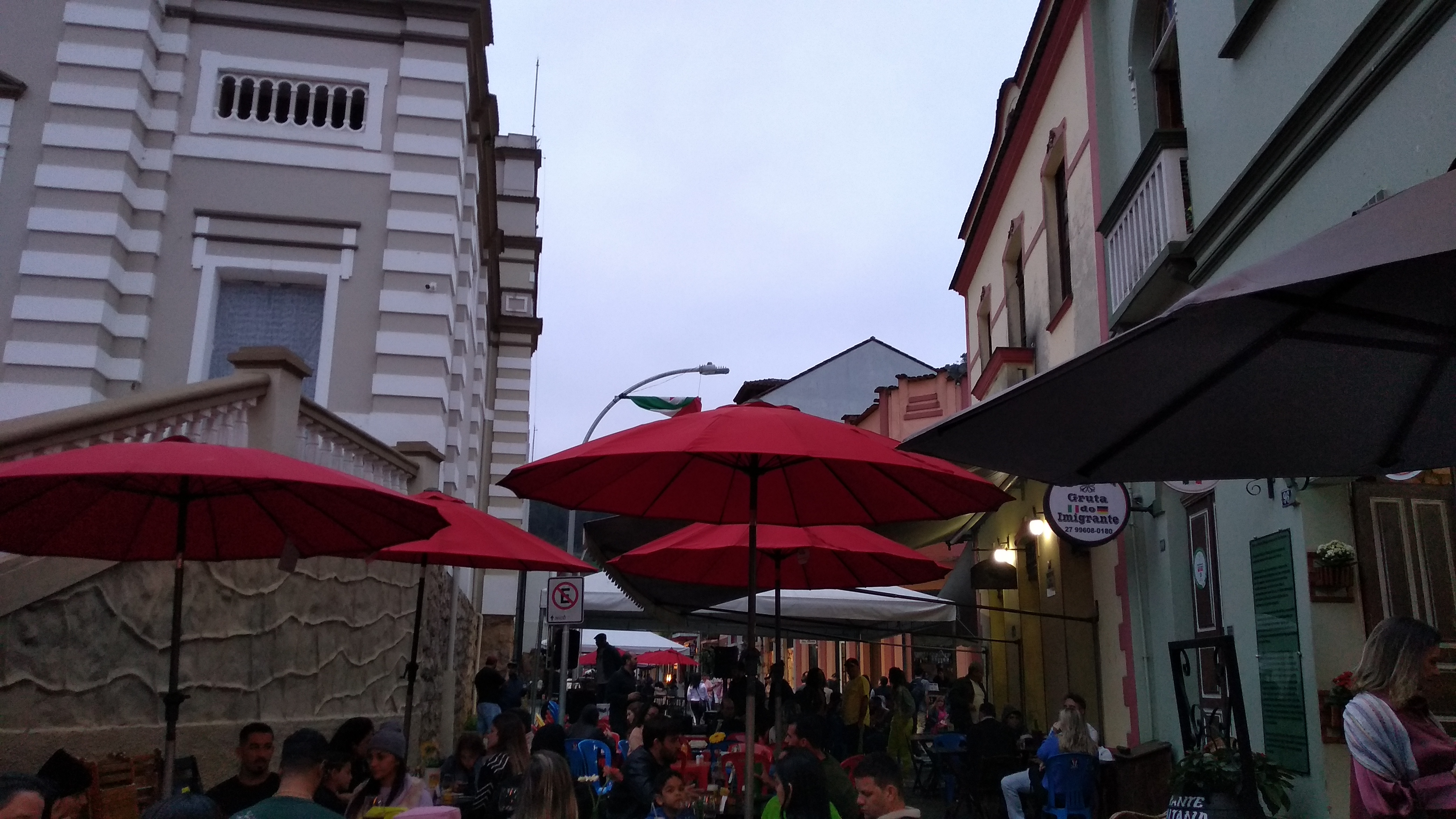
Restaurantes da Rua do Lazer

O município é a capital estadual da gastronomia italiana, com um parque gastronômico completo, concentrado na Rua do Lazer, onde há restaurantes gourmet. As agroindústrias vendem panificados, licores e fermentados de frutas, queijos, geleias, doces e vinhos. Os biscoitos são notáveis. Come-se de tudo, como agnoline e spagguetti, mas na Festa do Imigrante Italiano destacam-se polenta e vinho. A polenta era desde o Trentino um substituto ao pão, ainda mais necessário no Novo Mundo, onde a princípio a farinha de trigo estava fora do alcance. As videiras, tradicionais da cultura dos imigrantes, vieram na sua bagagem. Os que não tinham a uva recorriam ao fermentado de jabuticaba, até hoje consumido. A uva é símbolo do município, e alguns turistas visitam os vinhedos durante a vindima.